# Columbia (fleuve)
Vous lisez un « article de qualité » labellisé en 2010.
Pour les articles homonymes, voir Columbia. Cet article possède un homophone, voir Colombia.
Le Columbia (se prononce /kə.lʌm.bi.ə/ ou « co-lemb-bia » et se nomme Columbia River /kə.lʌm.bi.ə ˈɹɪvəɹ/ en anglais) est un fleuve circulant du Canada aux États-Unis avant de se jeter dans l'océan Pacifique.
C'est le plus grand cours d'eau de la région Nord-Ouest Pacifique de l'Amérique du Nord, que ce soit par sa longueur totale, la taille du bassin versant ou son débit à l'embouchure. Il prend sa source dans les montagnes Rocheuses en Colombie-Britannique, au Canada, puis coule dans les États américains de Washington et de l'Oregon avant de se jeter dans l'océan Pacifique à la hauteur de la ville d'Astoria. Le fleuve mesure environ 2 000 kilomètres et son principal affluent est la Snake. Son bassin versant est d'environ 670 000 kilomètres carrés, soit un peu plus que la taille de la France, et s'étend sur sept États américains et une province canadienne.
Le Columbia est le quatrième fleuve des États-Unis par son volume et est celui des fleuves d'Amérique du Nord qui se jettent dans l'océan Pacifique qui a le plus grand débit. Son débit abondant et son dénivelé relativement important lui donnent un énorme potentiel pour la production d'énergie hydroélectrique. Les quatorze barrages hydroélectriques sur le cours principal du Columbia produisent à eux seuls plus d'énergie hydroélectrique que ceux de tout autre fleuve nord-américain.
Le Columbia et ses affluents ont été au centre de la culture et de l'économie de la région depuis des milliers d'années.
Ils ont été utilisés pour le transport et comme axe de communication, reliant les nombreux groupes de populations de la région.
Le système fluvial accueille de nombreuses espèces de poissons anadromes qui migrent entre les habitats d'eau douce et de mer de l'océan Pacifique. Ces poissons, surtout les espèces de saumons, fournirent une nourriture de base pour les peuples autochtones et, dans les siècles passés, les commerçants de tout l'Ouest de l'Amérique du Nord sont venus commercer ces poissons.
À la fin du XVIIIe siècle, le Columbia Rediviva, un navire américain, devint le premier à entrer dans l'embouchure du fleuve depuis l'océan Pacifique, et son commandant Robert Gray nomma sa découverte du nom de son bateau. Il fut suivi par l'explorateur britannique William Robert Broughton qui explora la chaîne côtière de l'Oregon dans la vallée de la Willamette. Dans les décennies suivantes, les compagnies commerciales de traite des fourrures utilisèrent le Columbia comme une voie de transport clé. Les explorateurs à terre venus de l'est entrèrent dans la vallée de la Willamette par la gorge du Columbia et les pionniers commencèrent à s'installer dans la vallée de la Willamette en nombre croissant depuis les deux voies d'accès découvertes. Les bateaux à vapeur naviguant le long du fleuve facilitèrent le commerce et les communications et l'arrivée du chemin de fer à la fin du XIXe siècle, avec des lignes suivant le lit du fleuve, permit de compléter ces liens.
Depuis la fin du XIXe siècle, les installations diverses, privées et publiques, se sont fortement développées sur le fleuve. Pour faciliter la navigation des navires et des barges, des écluses ont été construites le long du bas Columbia et de ses affluents, et le dragage a ouvert et maintenu des chenaux de navigation praticables.
Dès le début du XXe siècle, des barrages furent construits sur le fleuve pour la production d'électricité, la navigation, l'irrigation agricole et le contrôle des inondations. Au début des années 2010, du côté américain, un lac de barrage est présent presque tous les milles sur le fleuve. La production d'énergie nucléaire a lieu sur deux sites le long du fleuve et du plutonium pour des armes nucléaires a été produit pendant des décennies sur le site du laboratoire national de Hanford, qui est maintenant le site nucléaire le plus contaminé aux États-Unis. Toutes ces évolutions eurent un impact énorme sur les écosystèmes locaux, et peut-être plus particulièrement par la pollution industrielle et les obstacles à la migration des poissons.

## Toponymie

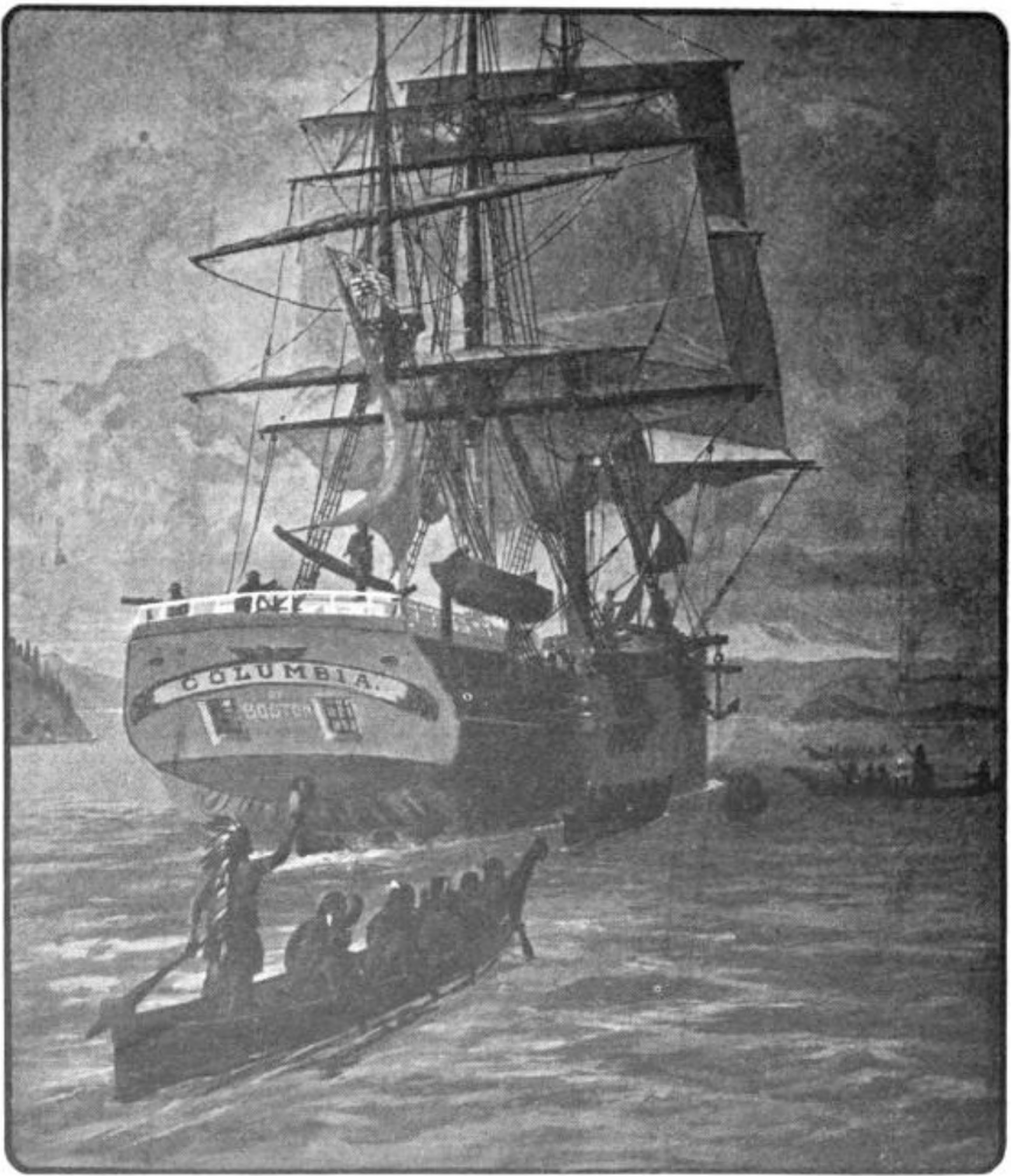
Dessin d'artiste du Columbia Rediviva sur le fleuve Columbia, 1919.

Le fleuve était connu chez les Amérindiens sous le nom de « Wimahl » dans les langues chinooks dont les tribus Chinook — non fédéralement reconnues — occupaient le territoire vers l'embouchure du fleuve, et de « Nch’i-Wána » dans les langues sahaptiennes dont les tribus comme les Nez-Percés étaient installés le long du fleuve dans le centre de l'actuel État de Washington. Les deux termes ont la même signification de « grande rivière » ou de « grand fleuve ».
Robert Gray rebaptise le fleuve du nom de son navire, le sloop privé américain Columbia Rediviva préposé à la traite des fourrures, dont l'équipage occidental est en 1792 le premier à « découvrir » ce cours d'eau et à entrer dans l'embouchure du fleuve depuis l'océan Pacifique. L'origine du nom du navire Columbia Rediviva est incertaine car, si le mot « Rediviva » (en latin « ravivé ») fut rajouté au nom du navire lors de sa reconstruction en 1787, le nom « Columbia » semble plutôt provenir de l'un des trois saints patrons de l'Irlande, Colomba d'Iona, et non d'un dérivé du nom de l'explorateur génois Christophe Colomb comme l'est la capitale de l'État de Caroline du Sud ou la figure allégorique qui personnifie les États-Unis. Le nom du navire est cependant bien à l'origine du nom de la navette spatiale Columbia tandis que le fleuve, par extension, donne son nom à de nombreux reliefs, plans d'eau et zones géographiques à proximité de son lit, notamment la province canadienne de la Colombie-Britannique et le groupe de plusieurs massifs montagneux de la chaîne Columbia.

## Description

### Cours
Le fleuve Columbia commence son cours de 1 954 kilomètres — généralement arrondi à 2 000 kilomètres — dans le sillon des Rocheuses en Colombie-Britannique, au Canada. Le lac Columbia, situé à environ 800 mètres au-dessus du niveau de la mer forme la source du fleuve. Les zones humides du Columbia (Columbia Wetlands), désignées comme zone humide d'importance internationale de la convention de Ramsar, se situent à proximité du lac. Le sillon des Rocheuses est une large et profonde vallée glaciaire entre les Rocheuses canadiennes et la chaîne Columbia en Colombie-Britannique. Sur les premiers 320 kilomètres, le Columbia coule en direction du nord-ouest le long de la tranchée dans le lac Windermere et la ville d'Invermere, une région connue localement comme la vallée du Columbia, puis par la ville de Golden et dans le lac Kinbasket. Contournant l'extrémité septentrionale de la chaîne Selkirk, le fleuve tourne brusquement vers le sud par une région connue localement comme le « Big Bend Country », en passant par le lac Revelstoke et les lacs Arrow. Le Revelstoke, le Big Bend et la vallée du Columbia sont connues localement comme le « Columbia Country ». Après les lacs Arrow, le Columbia passe par les villes de Castlegar — située au confluent du fleuve et de la rivière Kootenay — et Trail, deux grands centres urbains de la région du West-Kootenay. La rivière Pend Oreille se jette dans le fleuve Columbia à environ trois kilomètres au nord de la frontière entre le Canada et les États-Unis.
- Cours du Columbia
- Cours de la Kootenay
- Cours de l'Okanagan
- Cours de la Yakima
- Cours de la Snake
- Cours de la John Day
- Cours de la Deschutes
- Cours de la Willamette
- Cours de la Cowlitz
- Autres cours d'eau (affluents ou sous-affluents du Columbia)

Le Columbia entre ensuite dans l'Eastern Washington en direction du sud puis de l'ouest, à la confluence de la rivière Spokane. Il marque la frontière sud et est de la réserve indienne de Colville et la frontière occidentale de la réserve indienne de Spokane. Le fleuve s'oriente de nouveau vers le sud après sa confluence avec la rivière Okanagan, puis le sud-est après sa confluence avec la rivière Wenatchee dans le centre de l'État de Washington. Ce segment du fleuve en forme de lettre C est également connu comme le « Big Bend » (Grande courbure). Durant les « inondations de Missoula », il y a 10 000 à 15 000 ans, la grande partie du débit du fleuve prenait une route plus directe vers le sud, formant un ancien lit appelé Grand Coulee. Après les inondations, le fleuve a trouvé son lit actuel et le Grand Coulee s'est retrouvé asséché. La construction du barrage de Grand Coulee dans le milieu du XXe siècle forma le lac Franklin D. Roosevelt, dont l'eau est pompée dans le début de la Coulee, forme le lac de barrage de Banks.
Le fleuve coule dans The Gorge Amphitheatre, une zone utilisée pour des concerts en plein air, puis la zone de « Crescent Bar » près de Vantage où les strates des falaises surplombant le Columbia sont particulièrement bien visibles. Le fleuve passe ensuite à travers le barrage des rapides de Priest et le laboratoire national de Hanford. Entièrement compris sur le site du laboratoire se trouve Hanford Reach, qui hormis l'estuaire est le seul tronçon aux États-Unis où le fleuve n'est pas entravé par des barrages et est depuis 2000, une zone protégée. Les rivières Snake et Yakima se jettent dans le Columbia dans la zone des « Tri-Cities » (regroupement des villes de Kennewick, Pasco et Richland). Le Columbia prend ensuite la direction de l'ouest à la frontière entre les États de Washington et de l'Oregon. Le fleuve définit même cette frontière pour les 497 kilomètres finaux de son voyage.
La rivière Deschutes se jette dans le Columbia à proximité de la ville de The Dalles. Entre The Dalles et Portland, le fleuve Columbia poursuit dans le plateau du Columbia et atteint l'île Sauvie, une des plus grandes îles fluviales d'Amérique du Nord. Ensuite, le fleuve traverse la chaîne des Cascades, formant la gorge du Columbia, avec le mont Adams au nord et le mont Hood au sud. La gorge est connue pour ses vents forts et réguliers, sa beauté pittoresque, et son rôle comme un lien de transport important à l'image de l'Historic Columbia River Highway et de la Washington State Route 14 qui empruntent la gorge. Hormis le Klamath, aucun cours d'eau dont la source est dans ou près de l'imposante chaîne montagneuse des Cascades ne traverse la zone comme le Columbia. Le fleuve Columbia continue vers l'ouest, changeant brusquement vers le nord, puis le nord-ouest près de Portland et de Vancouver dans l'État de Washington, au confluent de la rivière Willamette. Là, le fleuve ralentit considérablement, déposant beaucoup de sédiments et une voie navigable de Portland, le Columbia Slough, rejoint le fleuve. Près de Longview et de la confluence avec la rivière Cowlitz, le fleuve prend à nouveau la direction de l'ouest. Le Columbia se jette dans l'océan Pacifique à l'ouest d'Astoria, près du banc de sable du Columbia qui forme l'estuaire du fleuve. C'est un endroit notoire par sa difficulté à y naviguer avec de forts courants marins, où se situe au cap Disappointment le plus vieux phare de la région et la plus grande station de recherche et sauvetage de la côte nord-ouest des garde-côtes américains.

### Bassin versant (hydrographie)
Le Columbia a un bassin versant d'une superficie d'environ 670 000 kilomètres carrés — 669 300 kilomètres carrés plus précisément — soit la quasi-totalité de l'Idaho, une vaste zone de la Colombie-Britannique, de l'Oregon et de Washington, et de petites portions du Montana, du Wyoming, de l'Utah et du Nevada. Le fleuve forme d'ailleurs une grande partie de la frontière entre l'Oregon et le Washington. La majeure partie du bassin du Columbia se situe entre les montagnes Rocheuses à l'est et la chaîne des Cascades à l'ouest. Le bassin versant inclut des reliefs variés, notamment des montagnes, des plateaux arides, des vallées fluviales et des canyons.

Quelques lieux remarquables du bassin du Columbia
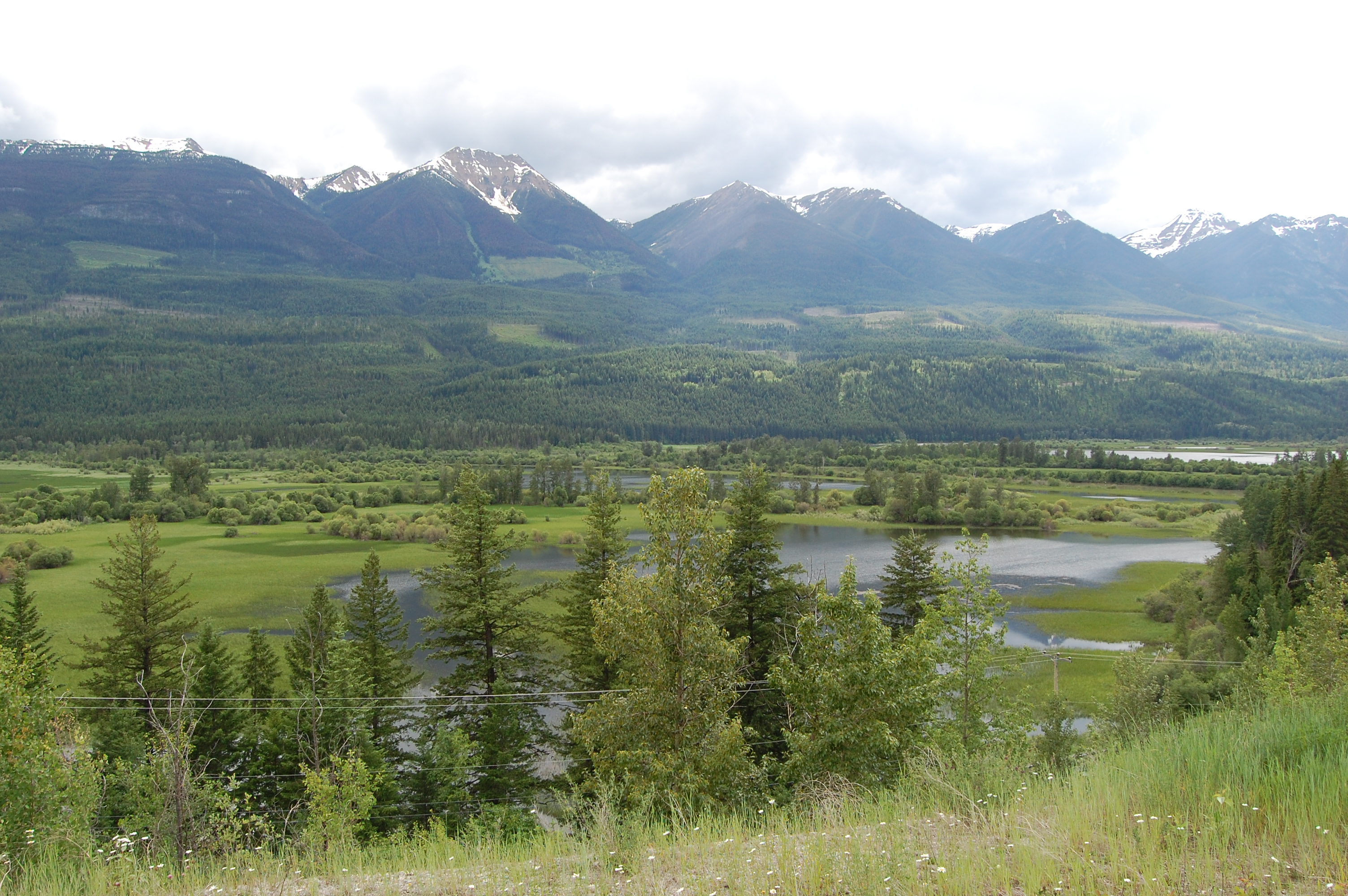
Zones humides du Columbia.
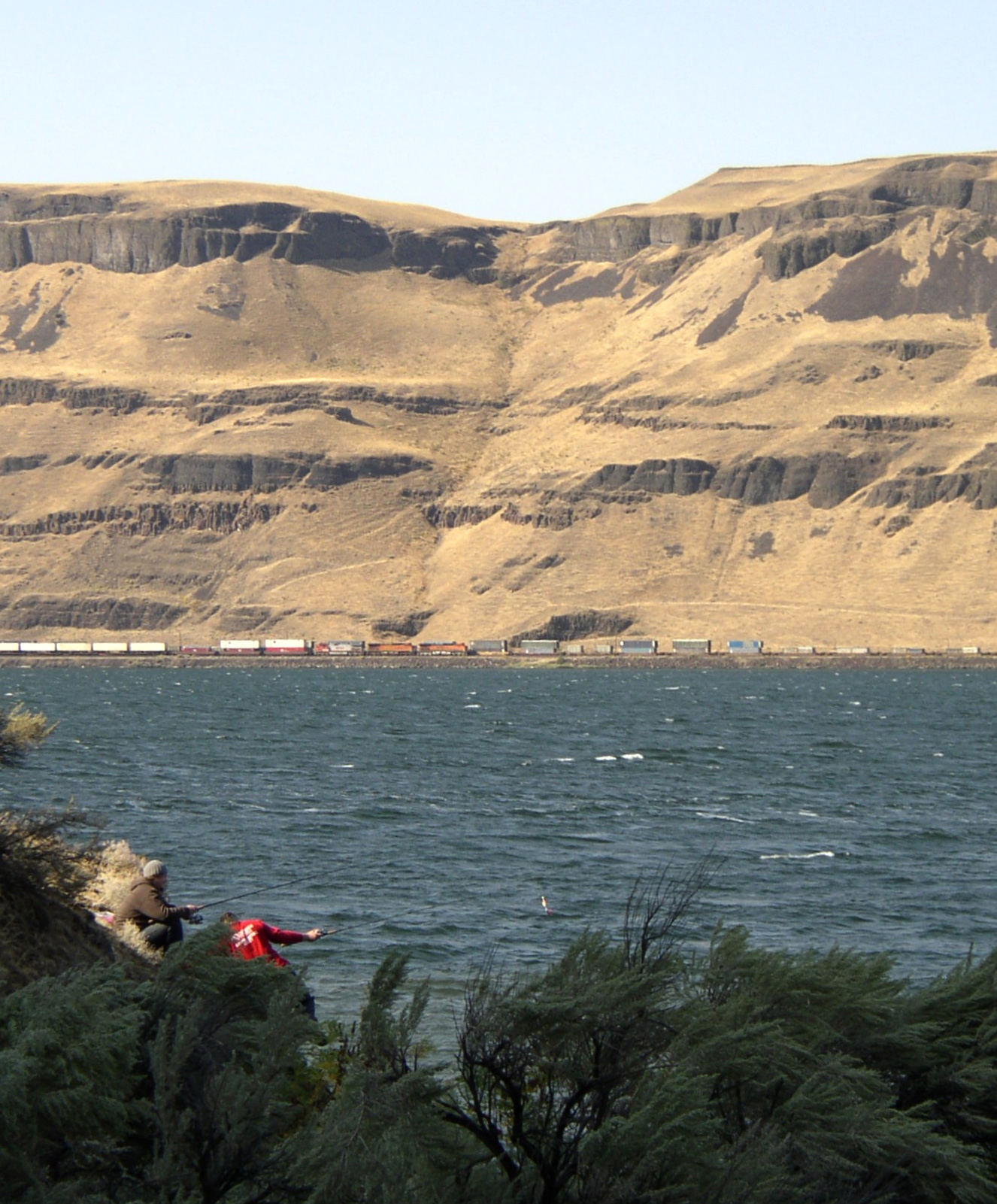
Falaises à Wallula Gap.
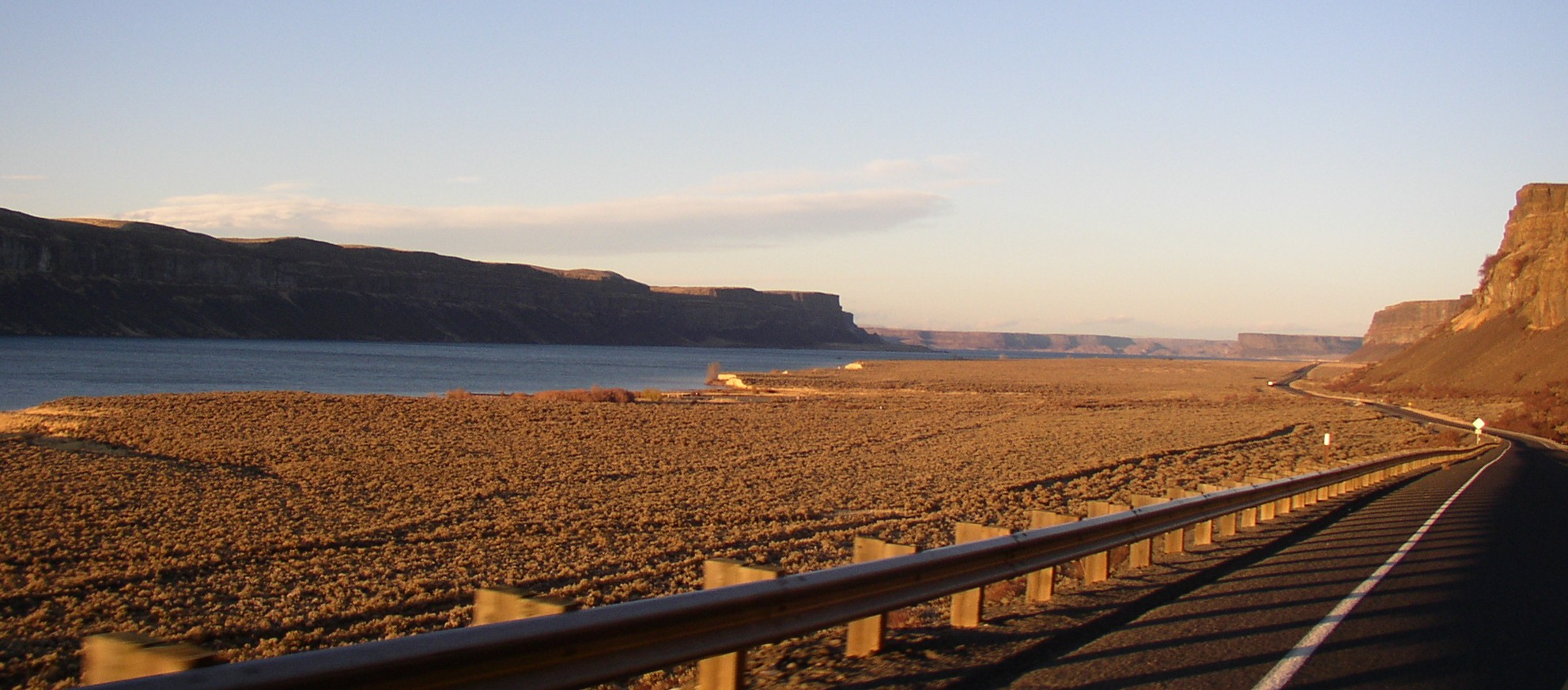
Grand Coulee.
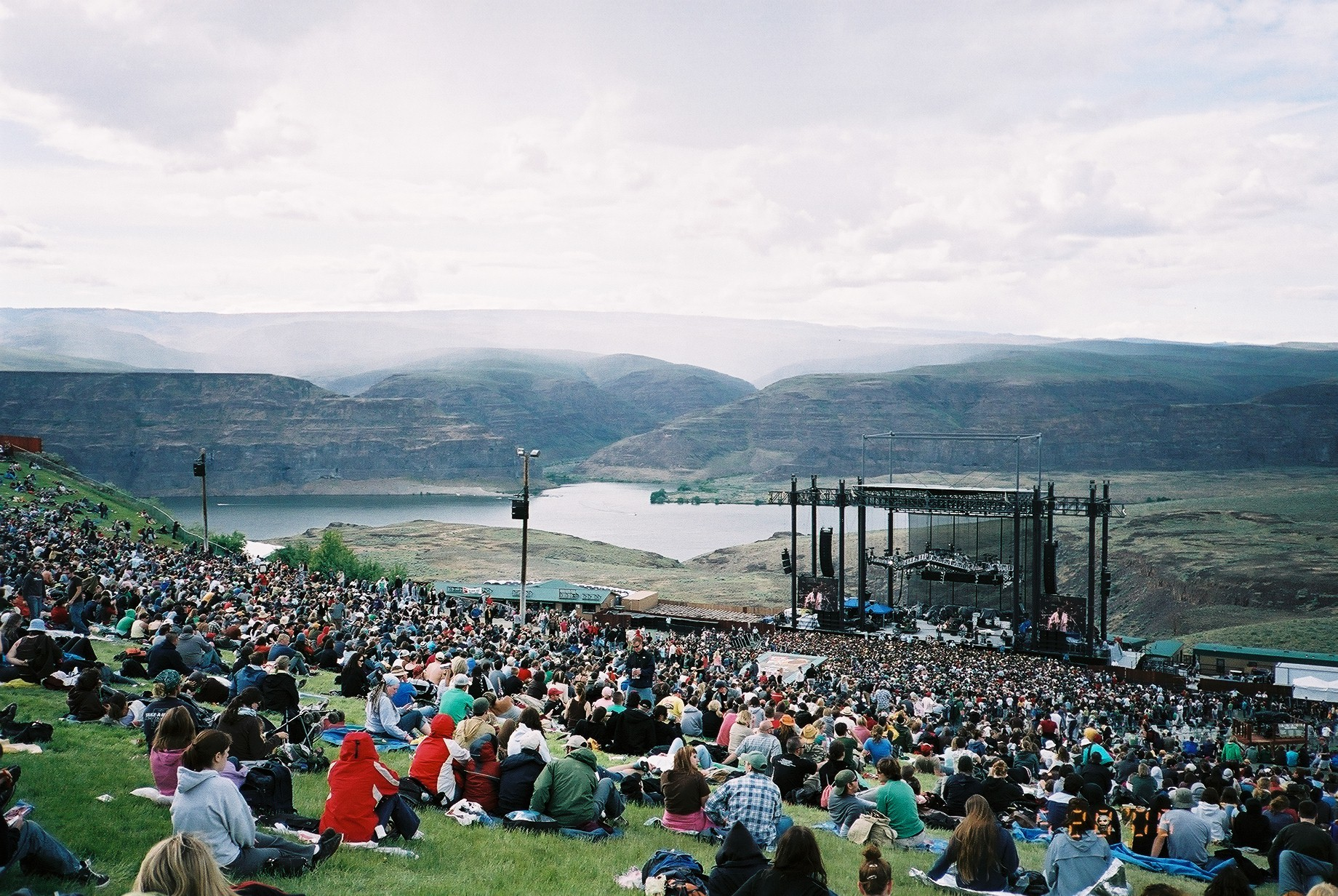
The Gorge Amphitheatre.
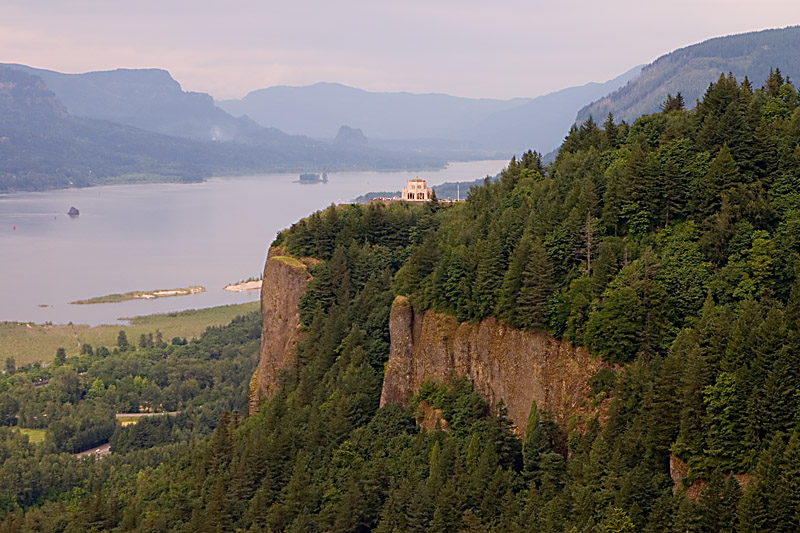
La Vista House au Crown Point dans la gorge du Columbia.

#### Milieux naturels
Le bassin du fleuve abrite au moins en partie de nombreux parcs nationaux américains dont le parc national de Grand Teton, le Yellowstone, le parc national de Glacier, le parc national du mont Rainier et le parc national des North Cascades. Au Canada, le bassin comprend le parc national de Kootenay, le parc national de Yoho, le parc national des Glaciers et le parc national du Mont-Revelstoke. Hells Canyon, le plus profond canyon d'Amérique du Nord, et la gorge du Columbia sont compris dans le bassin.

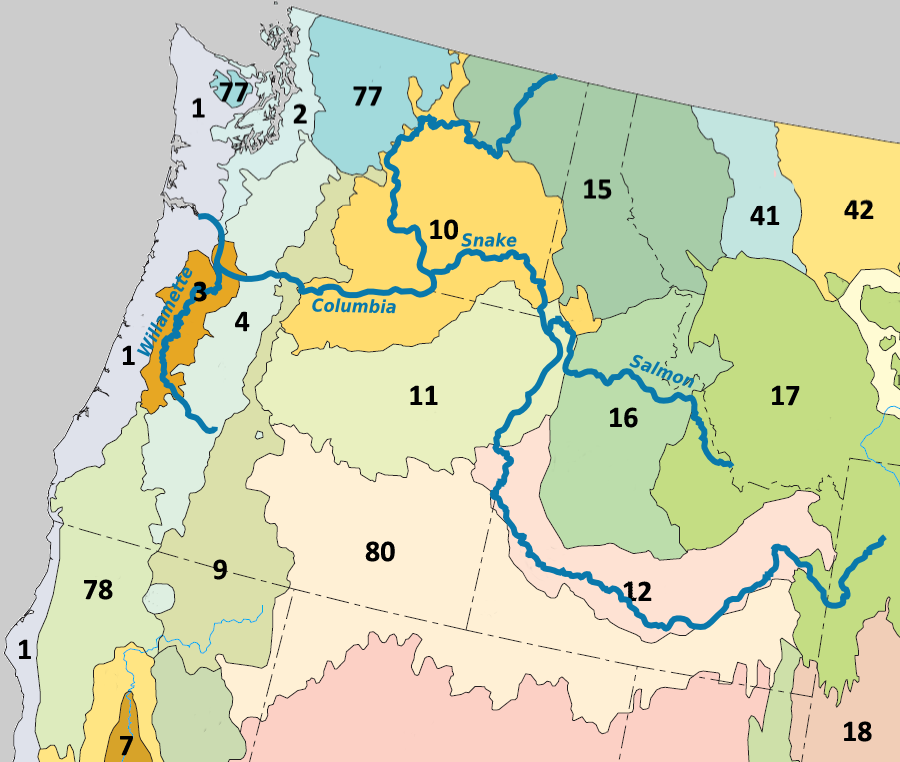
Les écorégions de niveau III dans le Nord-Ouest des États-Unis selon l'agence de protection de l'environnement des États-Unis.

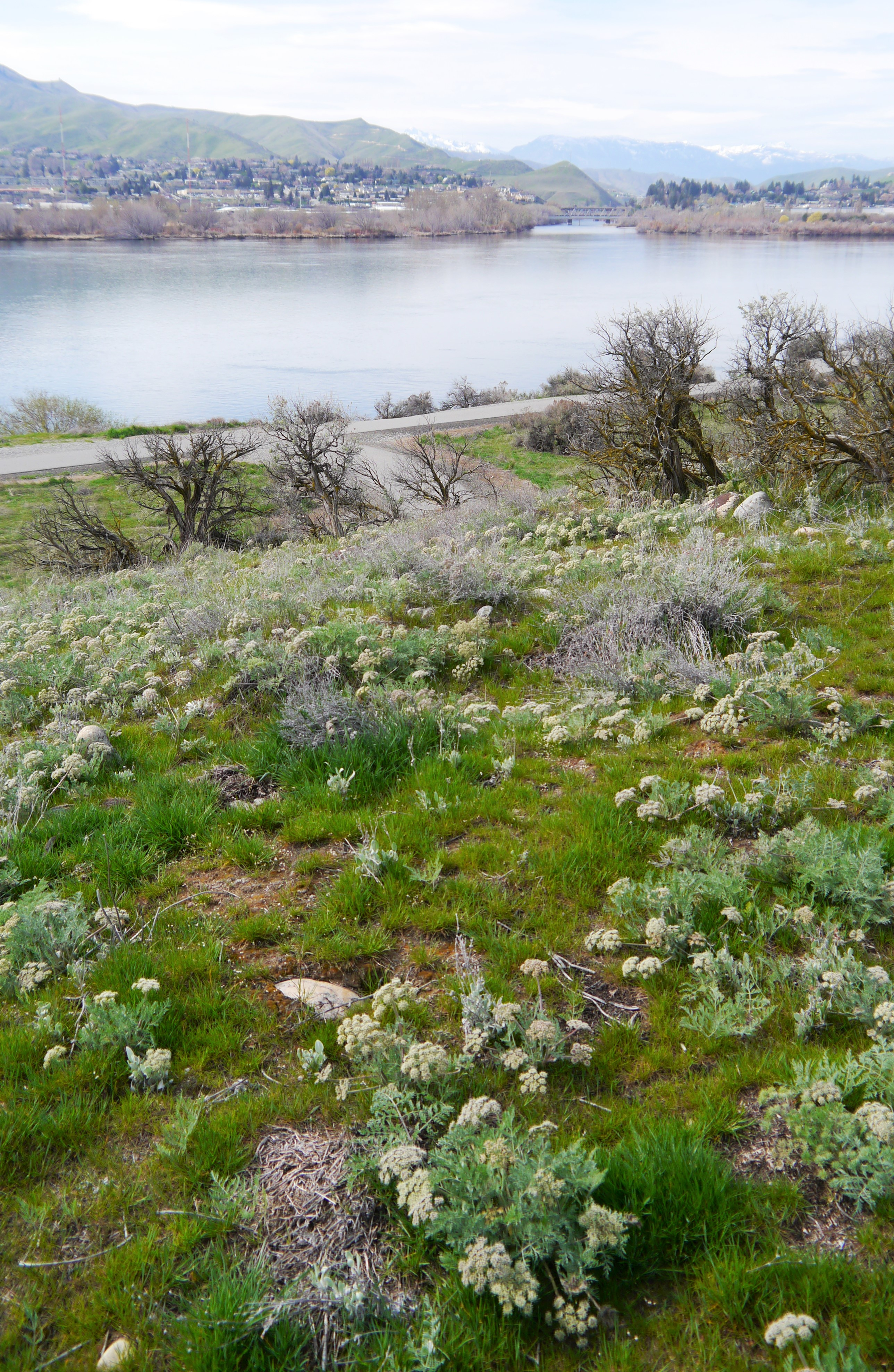
Lomatium macrocarpum près du fleuve Columbia à East Wenatchee, dans le comté de Douglas.

La végétation présente dans le bassin du Columbia est très variée, allant de la Pruche de l'Ouest (Tsuga heterophylla) au Thuya géant de Californie (Thuja plicata) dans les régions humides à l’Armoise tridentée (Artemisia tridentata) dans les régions arides. Le bassin fournit un habitat pour 609 espèces fauniques connues, comme le Pygargue à tête blanche (Haliaeetus leucocephalus), le Loup (Canis lupus), le Grizzli (Ursus arctos horribilis), le Lynx du Canada (Lynx canadensis), la Sterne caspienne (Hydroprogne caspia), le Spermophile du Columbia (Spermophilus columbianus), la « Limace-banane » (Ariolimax columbianus), le Wapiti (Cervus canadensis) ou le Cerf à queue blanche de Colombie (Odocoileus virginianus leucurus). Parmi les espèces endémiques au bassin se trouve Petrophyton cinerascens, une plante de la famille des Rosacées. Le fleuve et ses affluents accueillent le Saumon coho (Oncorhynchus kisutch), le Saumon nerka (Oncorhynchus nerka), le Saumon royal (Oncorhynchus tshawytscha), le Saumon kéta (Oncorhynchus keta) mais aussi la Truite arc-en-ciel (Oncorhynchus mykiss), l'Esturgeon blanc (Acipenser transmontanus), l'Omble à tête plate (Salvelinus confluentus),, et le Ménomini des montagnes (Prosopium williamsoni).
Le World Wide Fund for Nature (WWF) divise les eaux du fleuve Columbia et de ses affluents en trois écorégions d'eau douce, les nommant Columbia Glaciated, Upper Snake et Columbia Unglaciated. La première écorégion fait environ un tiers du total du bassin versant. Elle se trouve dans le nord et était couverte de glace au cours du Pléistocène. L'écorégion comprend le lit principal du Columbia au nord de sa confluence avec la Snake et comprend des affluents tels que la Yakima, l'Okanagan, la Pend Oreille, la Clark Fork et la Kootenay. Les effets de la glaciation comprennent un nombre notable de grands lacs et une diversité relativement pauvre en poissons d'eau douce. L'écorégion Upper Snake est définie comme le bassin versant de la rivière Snake au-dessus des chutes de Shoshone, qui bloquent totalement la migration des poissons. Cette région compte quatorze espèces de poissons, dont beaucoup sont endémiques. L'écorégion Columbia Unglaciated constitue le reste du bassin versant. Elle comprend le cours principal du Columbia après sa confluence avec la Snake et ses affluents tels que la Salmon, la John Day et la Deschutes. Parmi les trois écorégions, cette dernière est la plus riche en termes de diversité des espèces d'eau douce avec 35 espèces de poissons, dont quatre endémiques. En outre, il également des niveaux élevés d'endémisme parmi ses mollusques.
Le bassin du Columbia recouvre également plusieurs zones terrestres du WWF comme la steppe arbustive de la Snake et du Columbia (« Snake-Columbia shrub steppe »), les forêts de la vallée de la Willamette (« Willamette Valley forests ») et les forêts des basses-terres de Puget (« Puget lowland forests »),,.
Selon l'agence de protection de l'environnement des États-Unis, les principales écorégions de niveau III qu'occupe le bassin du Columbia aux États-Unis se nomment de l'aval à l'amont : Coast Range (1) caractérisée par des forêts maritimes, les Cascades (4) marquées par des montagnes et des vallées volcaniques, le Columbia Plateau (10) essentiellement aride et les Northern Rockies (15) affichant des altitudes importantes.

Quelques animaux et plantes présents dans le bassin du Columbia
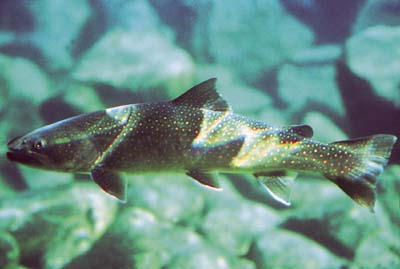
Omble à tête plate.
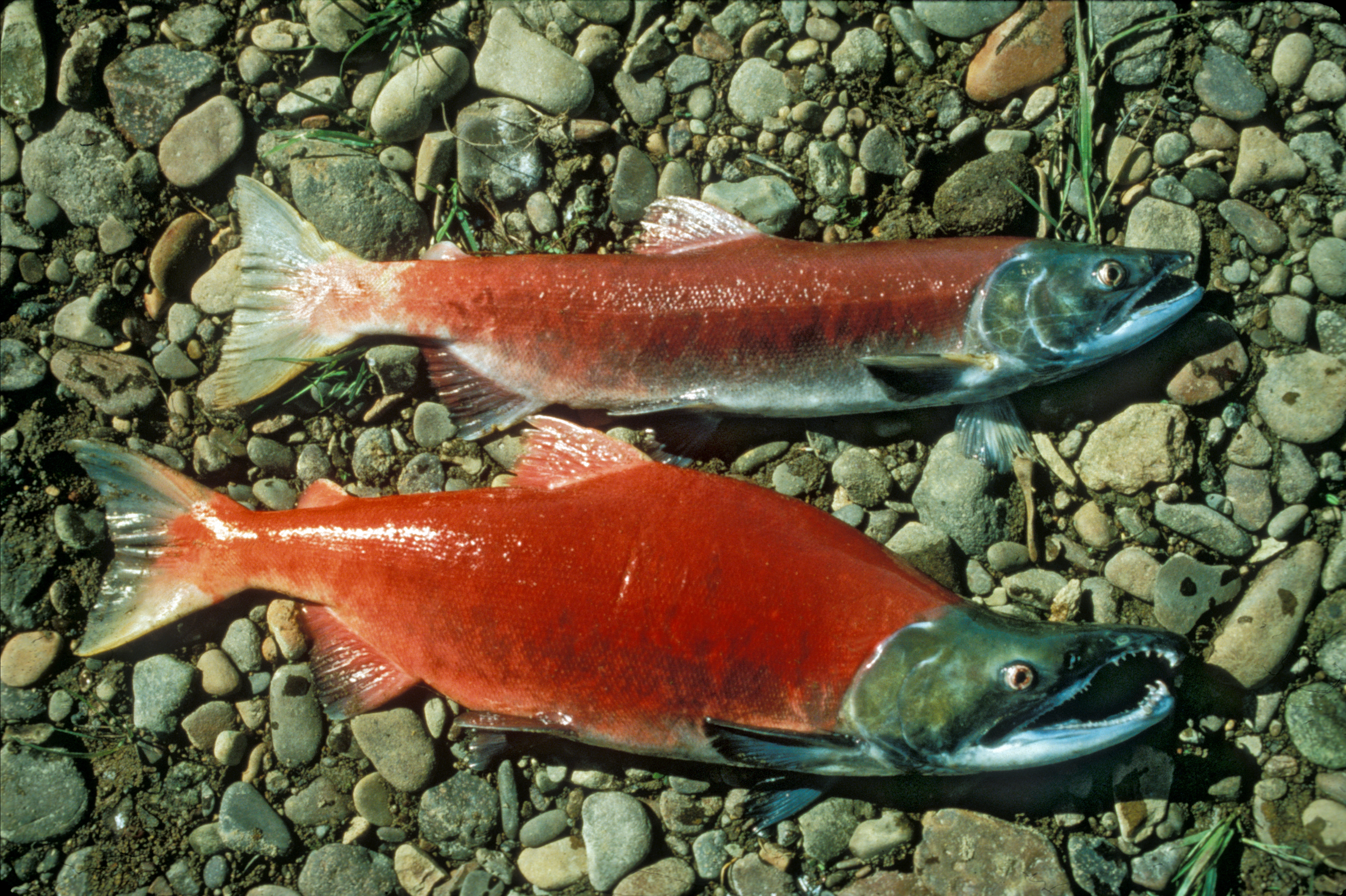
Saumon nerka.
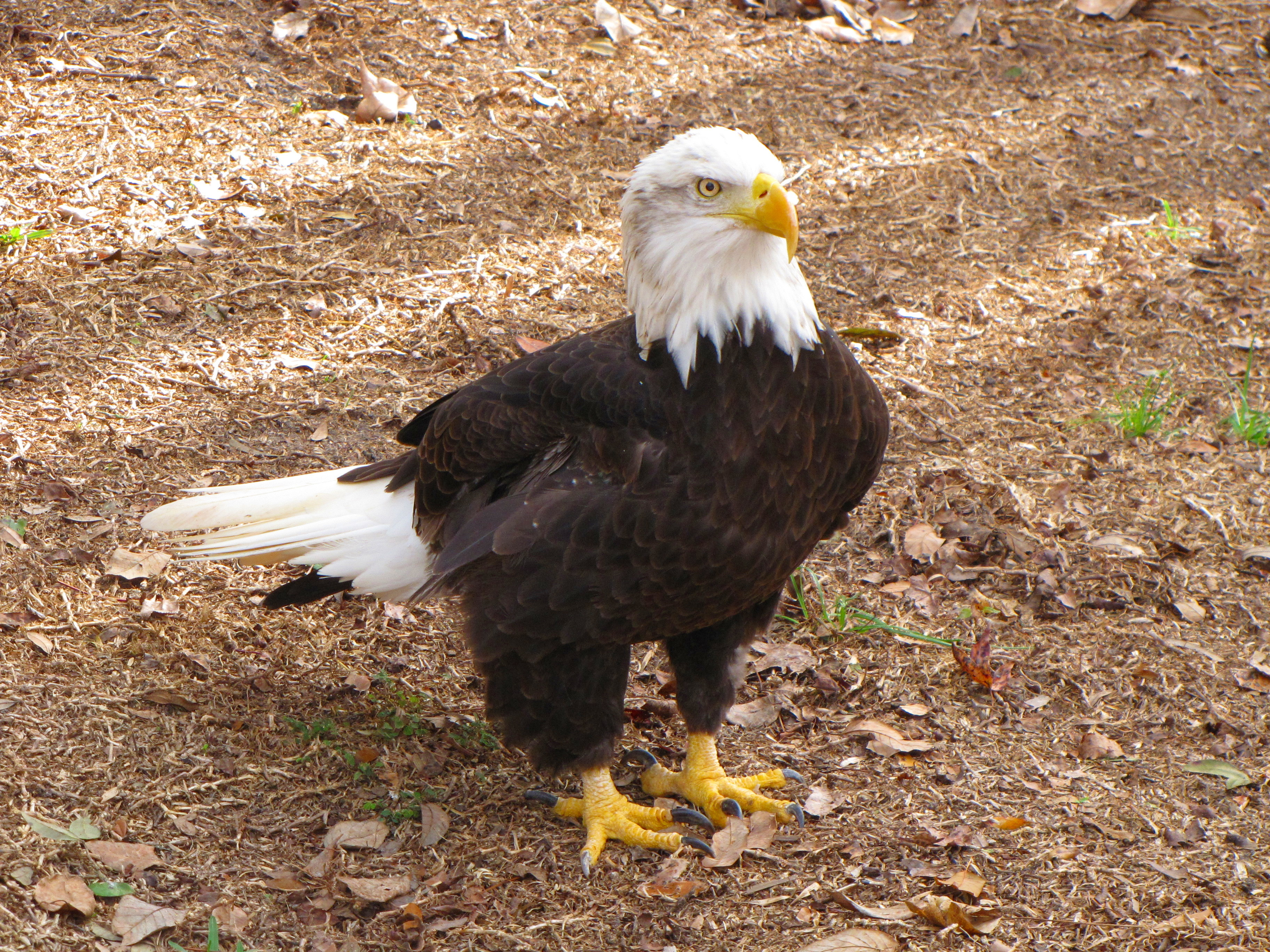
Pygargue à tête blanche.
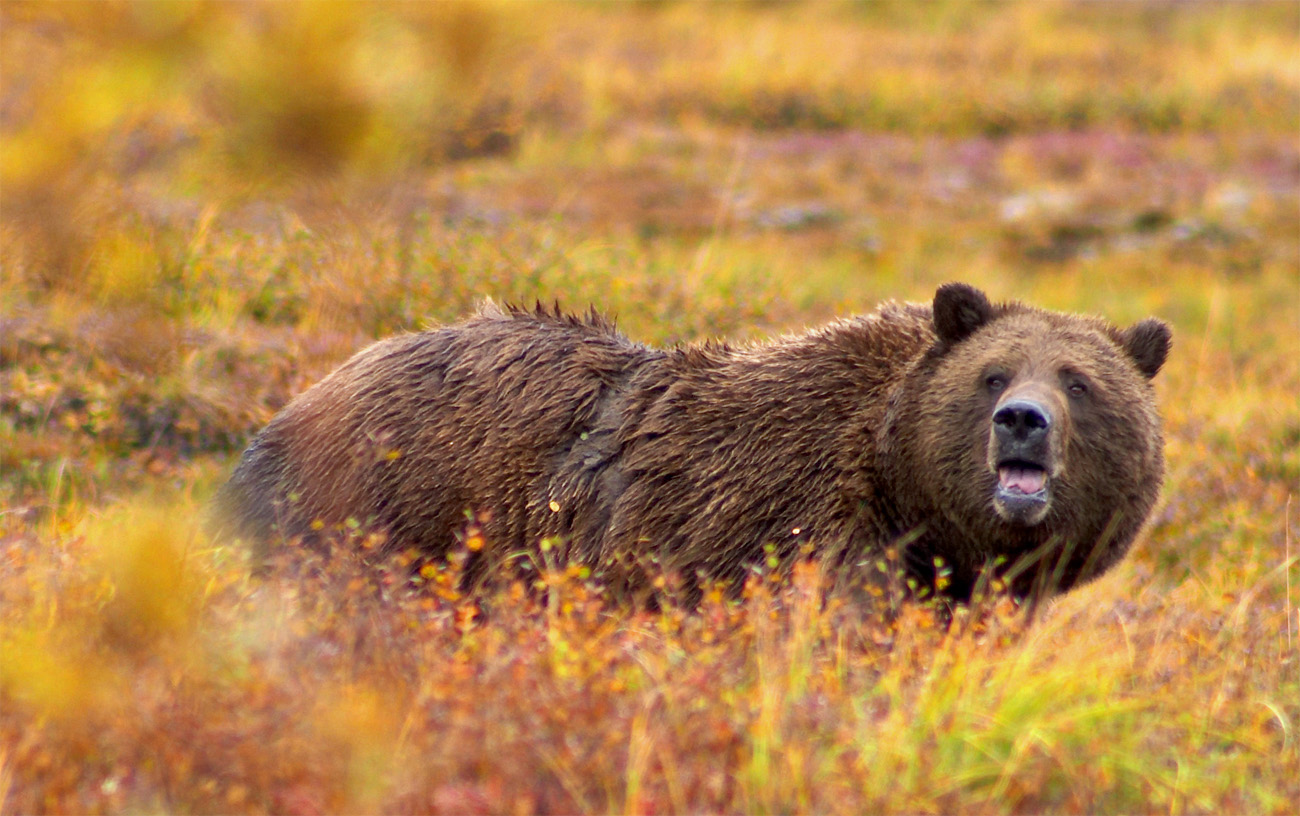
Grizzli.
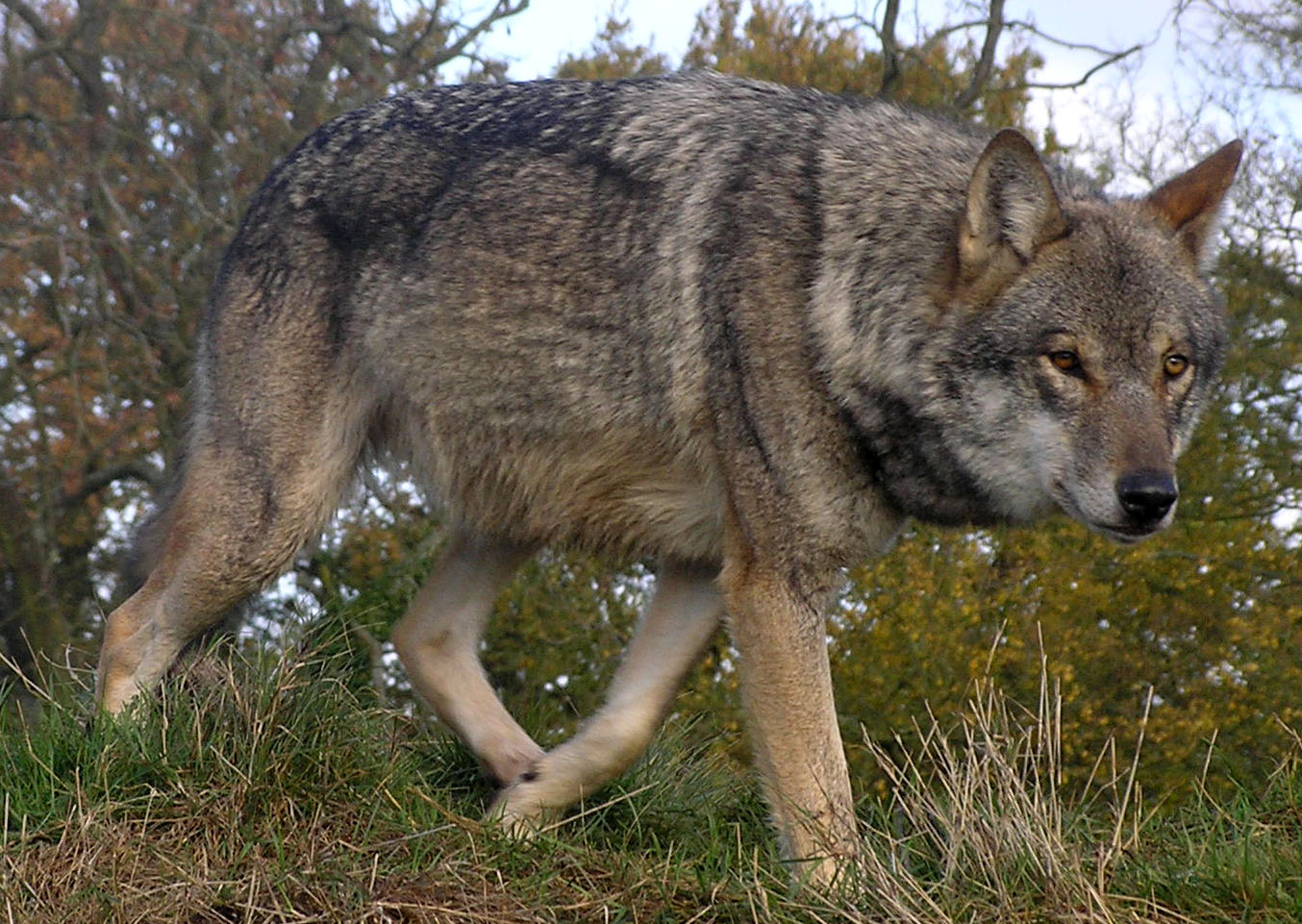
Loup.
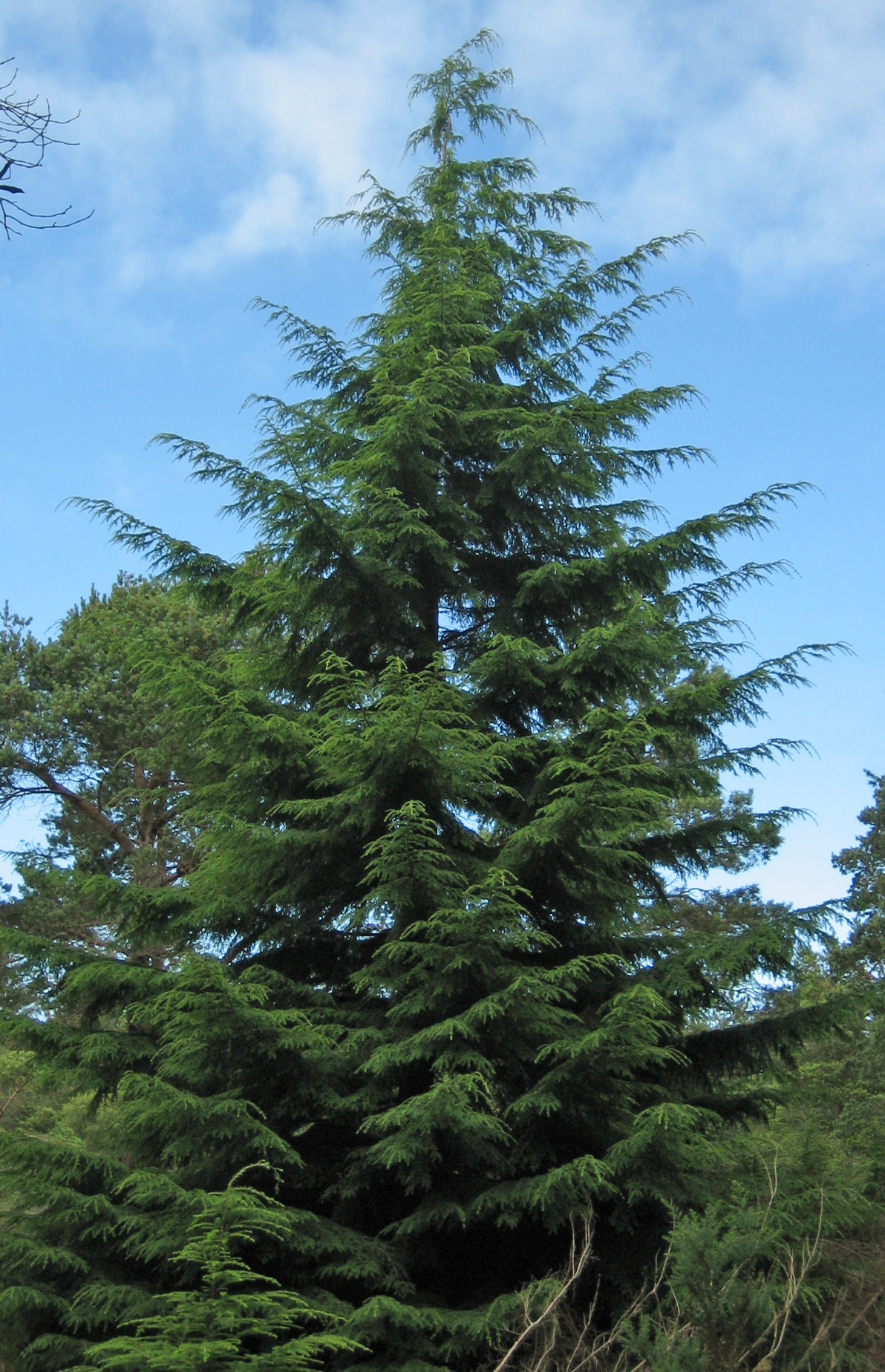
Pruche de l'Ouest.
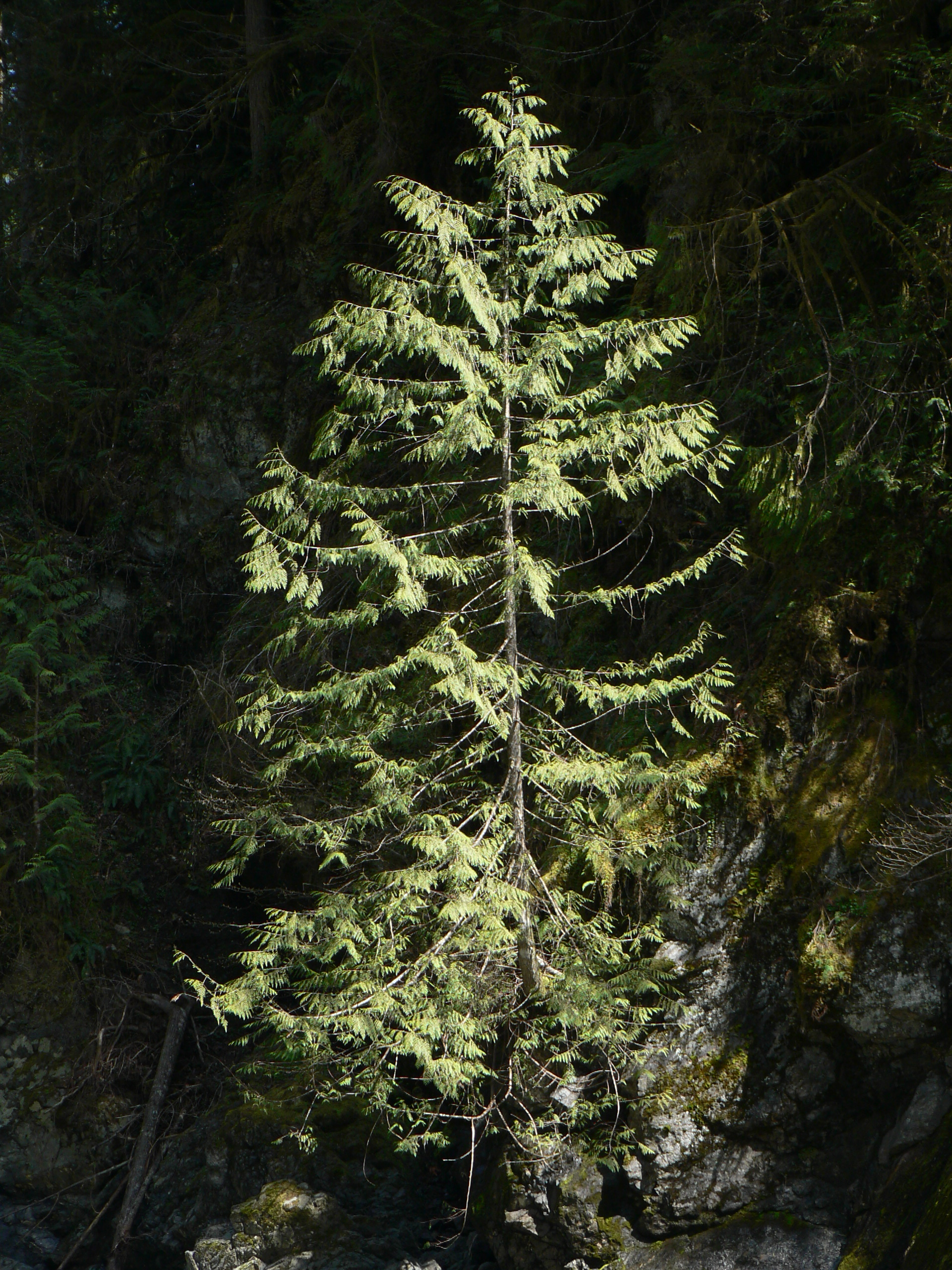
Thuya géant de Californie.
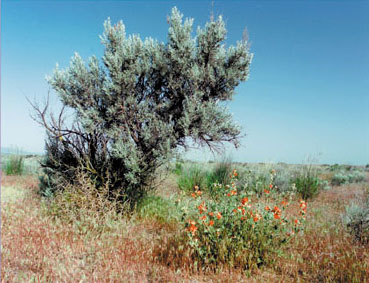
Armoise tridentée.

#### Population et principales villes traversées

Carte thématique de l'État de Washington
Parcs nationaux
Monuments nationaux
Zones récréatives
Forêts nationales
Réserves indiennes
Agglomérations
- Cours d'eau, dont le Columbia

En 2000, environ six millions de personnes vivaient dans le bassin versant du Columbia. Sur ce total, environ 2,4 millions de personnes vivaient dans l'Oregon, 1,7 million dans le Washington, un million dans l'Idaho, un demi-million en Colombie-Britannique et 0,4 million dans le Montana. La population dans la région est en hausse depuis plusieurs décennies et devrait atteindre dix millions vers 2030. Les plus fortes densités de population du bassin se trouvent à l'ouest de la chaîne des Cascades le long de l'Interstate 5, en particulier dans la zone urbaine de Portland-Vancouver. Des densités élevées sont également relevées autour de Spokane et de Boise.
Bien qu'une grande partie du bassin versant soit rurale et faiblement peuplée, les zones avec des intérêts esthétiques ou récréatifs se développent rapidement. Le comté de Deschutes dans l'Oregon a la plus forte croissance de l'État. Les populations se sont également installées de plus en plus à l'est de la chaîne des Cascades dans le centre de Washington autour de Yakima et des « Tri-Cities » (Kennewick, Pasco et Richland). La partie canadienne du bassin versant de l'Okanagan est aussi en croissance rapide.

#### Climat
Le climat varie considérablement d'un endroit à l'autre à l'intérieur du bassin. Un climat océanique tempère l'embouchure du fleuve (niveau de la mer), tandis qu'un climat désertique régit certaines vallées de l'intérieur des terres, et un climat continental vers la source du fleuve avec certaines montagnes à plus de 4 300 mètres. La chaîne des Cascades a un rôle important d'ombre pluviométrique qui explique en grande partie la différence de précipitations entre l'ouest et l'est du bassin du fleuve. Le point culminant de cette zone montagneuse est le mont Rainier avec 4 392 mètres. Les zones de haute altitude ont des hivers froids et des étés courts et frais alors que les régions plus basses sont soumises à des variations de température importantes et des sécheresses sévères. À certains endroits du bassin, en particulier à l'ouest de la chaîne des Cascades, les précipitations maximales se produisent en hiver, quand les tempêtes de l'océan Pacifique viennent à terre. Les conditions atmosphériques bloquent l'écoulement de l'humidité en été, saison qui est généralement sèche à l'exception d'orages occasionnels dans l'intérieur des terres. Dans certaines des régions de l'est du bassin versant au climat continental, les précipitations maximales se produisent au début de l'été. Les précipitations annuelles varient de plus de 250 centimètres par an dans la chaîne des Cascades à moins de 20 centimètres à l'intérieur des terres. Une grande partie du bassin versant reçoit moins de 30 centimètres de précipitations par an.
| Mois                              | jan.  | fév. | mars | avril | mai  | juin | jui. | août | sep. | oct. | nov.  | déc.  | année |
| --------------------------------- | ----- | ---- | ---- | ----- | ---- | ---- | ---- | ---- | ---- | ---- | ----- | ----- | ----- |
| Température minimale moyenne (°C) | −9    | −7   | −3   | 1     | 5    | 9    | 11   | 11   | 7    | 2    | −2    | −7    | 1,5   |
| Température moyenne (°C)          | −6    | −3   | 1,5  | 7     | 12   | 15,5 | 18   | 17,5 | 12,5 | 6    | 0,5   | −4,5  | 6,42  |
| Température maximale moyenne (°C) | −3    | 1    | 6    | 13    | 19   | 22   | 25   | 24   | 18   | 10   | 3     | −2    | 11,33 |
| Précipitations (mm)               | 109,2 | 86,4 | 66   | 53,3  | 55,9 | 73,7 | 66   | 61   | 66   | 78,7 | 111,8 | 124,5 | 79,38 |

| Mois                              | jan.  | fév.  | mars  | avril | mai  | juin | jui. | août | sep. | oct.  | nov.  | déc.  | année  |
| --------------------------------- | ----- | ----- | ----- | ----- | ---- | ---- | ---- | ---- | ---- | ----- | ----- | ----- | ------ |
| Température minimale moyenne (°C) | 3     | 3     | 4     | 5     | 7    | 10   | 12   | 12   | 10   | 7     | 4     | 3     | 6,67   |
| Température moyenne (°C)          | 6     | 7     | 8     | 9     | 11,5 | 14   | 15,5 | 16   | 15   | 11,5  | 8     | 6     | 10,63  |
| Température maximale moyenne (°C) | 9     | 11    | 12    | 13    | 16   | 18   | 19   | 20   | 20   | 16    | 12    | 9     | 14,58  |
| Précipitations (mm)               | 244,3 | 199,9 | 187,2 | 125,2 | 83,3 | 65,3 | 29,5 | 30,7 | 66,3 | 142,5 | 266,7 | 264,2 | 142,09 |

#### Géographie du bassin

Lignes de partage des eaux d'Amérique du Nord.
Océan Arctique
Océan Pacifique (dont le Columbia)
Océan Atlantique
Golfe du Mexique
Grand Bassin (endoréique)

Plusieurs grands bassins versants en Amérique du Nord et beaucoup de petits partagent une frontière commune avec le bassin du Columbia. À l'est, dans le nord du Wyoming et le Montana, la ligne de partage des eaux du Continental Divide sépare le bassin du Columbia de celui du Mississippi-Missouri, qui se jette dans le golfe du Mexique. Au nord-est, principalement le long de la frontière sud entre la Colombie-Britannique et l'Alberta, la ligne de partage des eaux sépare le bassin du Columbia de ceux des fleuves et lacs Nelson-Winnipeg-Saskatchewan, qui se jette dans la baie d'Hudson. Les bassins versants du Mississippi et du Nelson sont séparés par le Laurentian Divide, qui rejoint le Continental Divide au pic Triple Divide près de la source de la Flathead, un affluent du Columbia. Ce point marque la rencontre des trois bassins de drainage principaux en Amérique du Nord : vers l'océan Pacifique (Columbia), la baie d'Hudson (Saskatchewan) et l'océan Atlantique via le golfe du Mexique (Missouri via la rivière Milk). Au nord du bassin du Columbia, celui de la MacKenzie-Esclaves-Athabasca, qui se jette dans l'océan Arctique. Les bassins versants du Nelson et du Mackenzie sont séparés, leurs affluents coulant vers l'océan Arctique ou vers la baie d'Hudson. Cette fracture rejoint le Continental Divide à Snow Dome, près du coude le plus septentrional du Columbia.
Au sud-est, dans l'ouest du Wyoming, un autre fossé sépare le bassin du Columbia de celui du Colorado-Green qui se jette dans le golfe de Californie. Les bassins du Columbia, du Colorado et du Mississippi se réunissent dans la cordillère de Wind River au Wyoming. Au sud, dans l'Oregon, le Nevada, l'Utah, l'Idaho et le Wyoming, le bassin du Columbia jouxte le Grand Bassin, dont plusieurs bassins versants sont endoréiques ne se déversant donc pas dans les océans mais en s'asséchant. Les bassins versants du Grand Bassin qui partagent une frontière commune avec celui du Columbia sont ceux de Harney, de la Humboldt et du Grand Lac Salé. Au nord, principalement en Colombie-Britannique, le bassin du Columbia jouxte celui du Fraser. À l'ouest et au sud-ouest, ce sont des bassins versants plus petits qui se déversent dans l'océan Pacifique, comme celui de la Klamath en Oregon et en Californie et le bassin du Puget Sound dans le Washington.

### Principaux affluents

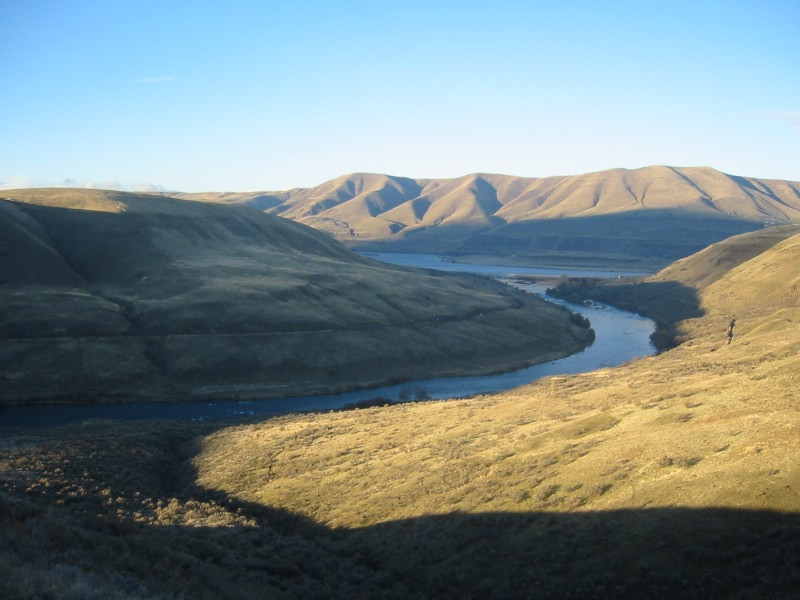
La Deschutes à sa confluence avec le Columbia.

Le Columbia a plus de soixante affluents notables. Les quatre plus importants qui se jettent directement dans le Columbia (mesuré soit par module ou par la taille du bassin versant) sont la Snake (essentiellement dans l'Idaho), la Willamette (nord-ouest de l'Oregon), la Kootenay (principalement en Colombie-Britannique) et la Pend Oreille (principalement dans le nord de Washington et l'Idaho). Chacun de ces quatre cours d'eau a une moyenne de plus de 570 mètres cubes par seconde et draine une superficie de plus de 52 000 kilomètres carrés.
La Snake est de loin le plus grand affluent. Son bassin versant de 280 000 kilomètres carrés est plus grand que l'Idaho. Son module est presque égal (environ 46,5 %) à celui du Columbia à leur confluence. Par rapport au Columbia au-dessus de cette confluence, la Snake est plus longue (113 %) et son bassin de drainage est plus important (104 %). C'est par la Snake que le Columbia a son origine la plus lointaine à environ 2 290 kilomètres de l'océan Pacifique, soit près de 300 kilomètres de plus que la source du fleuve.
La Pend Oreille (et ses principaux affluents, la Clark Fork et la Flathead) est également d'une taille similaire au Columbia à leur confluence. Par rapport à la confluence du Columbia au-dessus des deux rivières, la Pend Oreille-Clark Fork-Flathead est presque aussi longue (environ 86 %), son bassin d'environ trois quarts (76 %) et son débit plus d'un tiers (37 %).
| Nom          | Module (en m3/s) | Longueur (en km) | Bassin versant (en km2) | Lame d'eau (en mm/an) |
| ------------ | ---------------- | ---------------- | ----------------------- | --------------------- |
| Snake        | 1 610            | 1 674            | 278 400                 | 182                   |
| Willamette   | 1 060            | 301              | 29 680                  | 1 073                 |
| Kootenay     | 868              | 781              | 50 300                  | 543                   |
| Pend Oreille | 748              | 209              | 66 800                  | 353                   |
| Cowlitz      | 259              | 170              | 6 700                   | 1 228                 |
| Spokane      | 224              | 179              | 17 300                  | 410                   |
| Lewis        | 173              | 153              | 2 710                   | 1 582                 |
| Deschutes    | 166              | 406              | 27 700                  | 193                   |
| Yakima       | 100              | 344              | 15 900                  | 198                   |
| Wenatchee    | 87               | 85               | 3 500                   | 820                   |
| Okanogan     | 86               | 185              | 21 600                  | 125                   |
| Kettle       | 83               | 282              | 10 880                  | 985                   |
| Sandy        | 64               | 90               | 1 316                   | 1 533                 |
| John Day     | 58               | 452              | 20 750                  | inconnue              |

### Débit et régime (hydrologie)

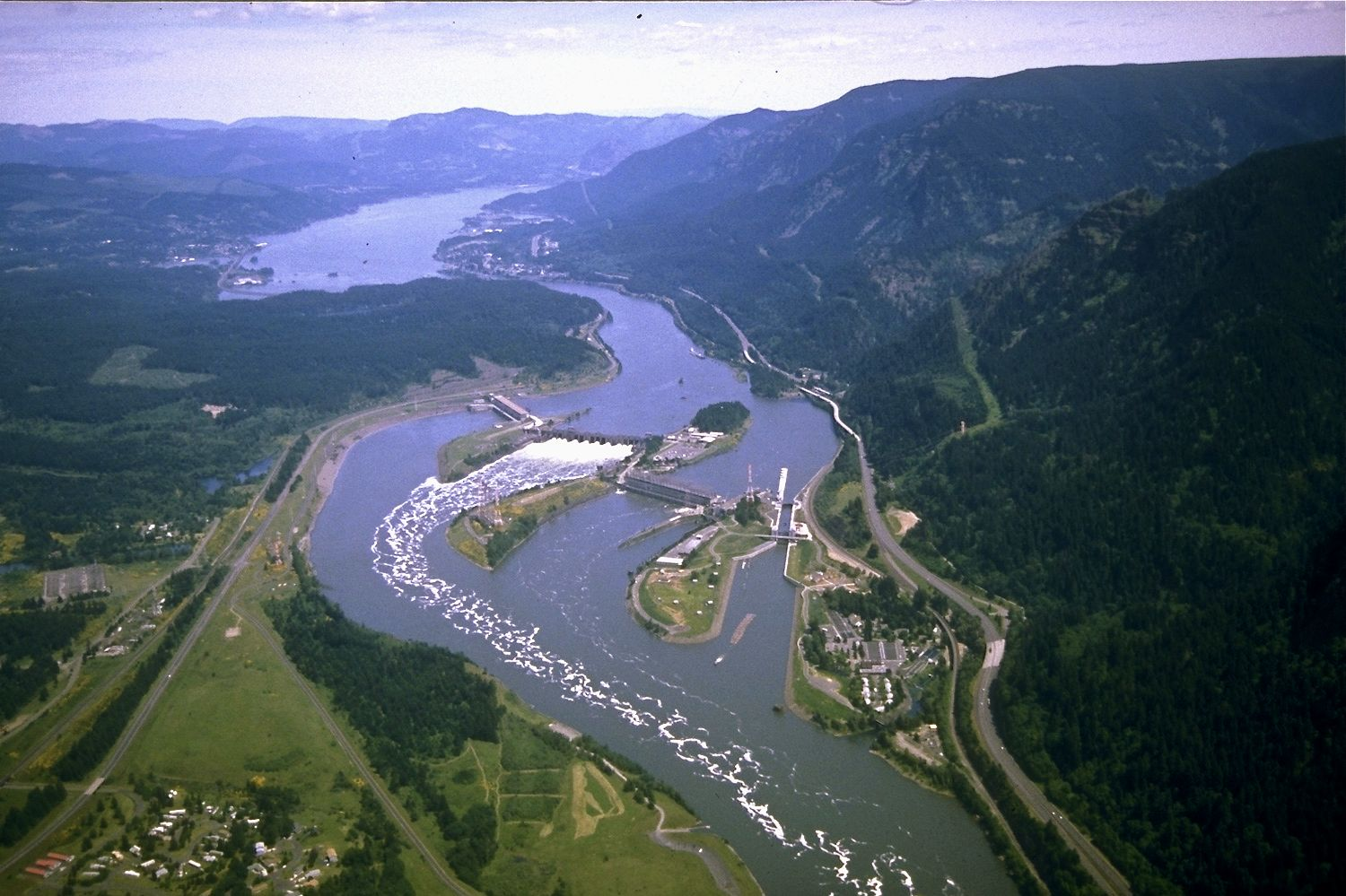
Le barrage de Bonneville

Avec un débit moyen à l'embouchure de l'ordre de 7 500 mètres cubes par seconde, le fleuve Columbia est le fleuve le plus important en volume qui se jette dans l'océan Pacifique depuis l'Amérique du Nord et le quatrième plus important en volume aux États-Unis. Le débit moyen à la frontière entre le Canada et les États-Unis est de 2 800 mètres cubes par seconde pour un bassin versant de 103 000 kilomètres carrés. Le plus fort débit mesuré fut à The Dalles en juin 1894 et était de 35 000 mètres cubes par seconde, avant que des barrages ne soient construits sur le fleuve. Le plus faible débit mesuré dans la même ville fut le 16 avril 1968 avec 340 mètres cubes par seconde, et a été causé par la première retenue du barrage John Day à 45 kilomètres en amont. The Dalles est à environ 310 kilomètres de l'embouchure du fleuve, et le bassin versant à cet endroit draine une superficie d'environ 610 000 kilomètres carrés, soit environ 91 % du bassin versant total. Le débit du fleuve Columbia est modifié par les nombreux barrages en amont, les nombreuses dérivations destinées à l'irrigation agricole et sur les tronçons inférieurs par la marée de l'océan Pacifique. Le National Weather Service publie des prévisions des marées de huit endroits le long du fleuve entre Astoria et le barrage de Bonneville, soit après Portland.
Ce débit important et sa forte déclivité sur une distance relativement courte explique son gigantesque potentiel de production hydroélectrique, dont la valorisation pose problème pour les salmonidés et autres poissons migrateurs. Première rivière d'Amérique du Nord pour la production d'électricité, elle est aussi la quatrième du monde.
Le régime hydrologique du Columbia est nival, caractérisé par une seule importante alternance annuelle de hautes et de basses eaux, alimenté par des précipitations sous forme de neige dans les zones montagneuses,. La fonte de ces neiges en mai, juin et juillet représente 60 % du ruissellement naturel du bassin. Néanmoins, à l'ouest de la chaîne des Cascades, le régime est plutôt pluvial, sans neige mais avec des précipitations venues des tempêtes océaniques.

## Ordre de comparaison

Comparaison du bassin versant du Columbia et de la France métropolitaine.

La surface totale du bassin versant du Columbia est, avec environ 670 000 kilomètres carrés, proche de la taille totale du territoire français (territoire métropolitain et zones d'outre-mer, Terre Adélie exclue). Au total, c'est donc un bassin versant réparti sur sept états américains (Washington, Oregon, Idaho, Montana, Wyoming, Nevada et Utah) et une province canadienne (Colombie-Britannique),, équivalent en taille à la moitié de celui de la Volga et un tiers de celui du Niger.
Avec une longueur d'environ 2 000 kilomètres, le Columbia équivaut au fleuve Orénoque (2 140 kilomètres), à la moitié du fleuve Mékong (4 023 kilomètres) et à moins d'un tiers de la taille des fleuves Mississippi-Missouri (6 270 kilomètres). Environ 1 200 kilomètres de la longueur du fleuve et 567 000 kilomètres carrés de son bassin versant sont aux États-Unis, soit 85 %,. Le Columbia est le douzième plus long fleuve et possède le sixième plus grand bassin de drainage des États-Unis. Au Canada, où le Columbia a 801 kilomètres de son cours et un bassin versant de 102 300 kilomètres carrés soit 15 %,, le fleuve se classe 23e en longueur, et son bassin versant se classe 13e en taille pour le pays. C'est également le 15e cours d'eau d'Amérique du Nord en termes de longueur,.
| Nom         | Continent        | Longueur (en km) | Bassin versant (en km2) | Module (en m3/s) |
| ----------- | ---------------- | ---------------- | ----------------------- | ---------------- |
| Columbia    | Amérique du Nord | 2 000            | 670 000                 | 7 500            |
| Mississippi | Amérique du Nord | 3 780            | 3 238 000               | 18 000           |
| Amazone     | Amérique du Sud  | 6 400            | 7 050 000               | 219 000          |
| Nil         | Afrique          | 6 650            | 3 400 000               | 2 830            |
| Yukon       | Amérique du Nord | 3 187            | 854 696                 | 6 428            |
| Mékong      | Asie             | 4 909            | 795 000                 | 16 000           |
| Rhin        | Europe           | 1 320            | 185 000                 | 2 300            |

## Géologie

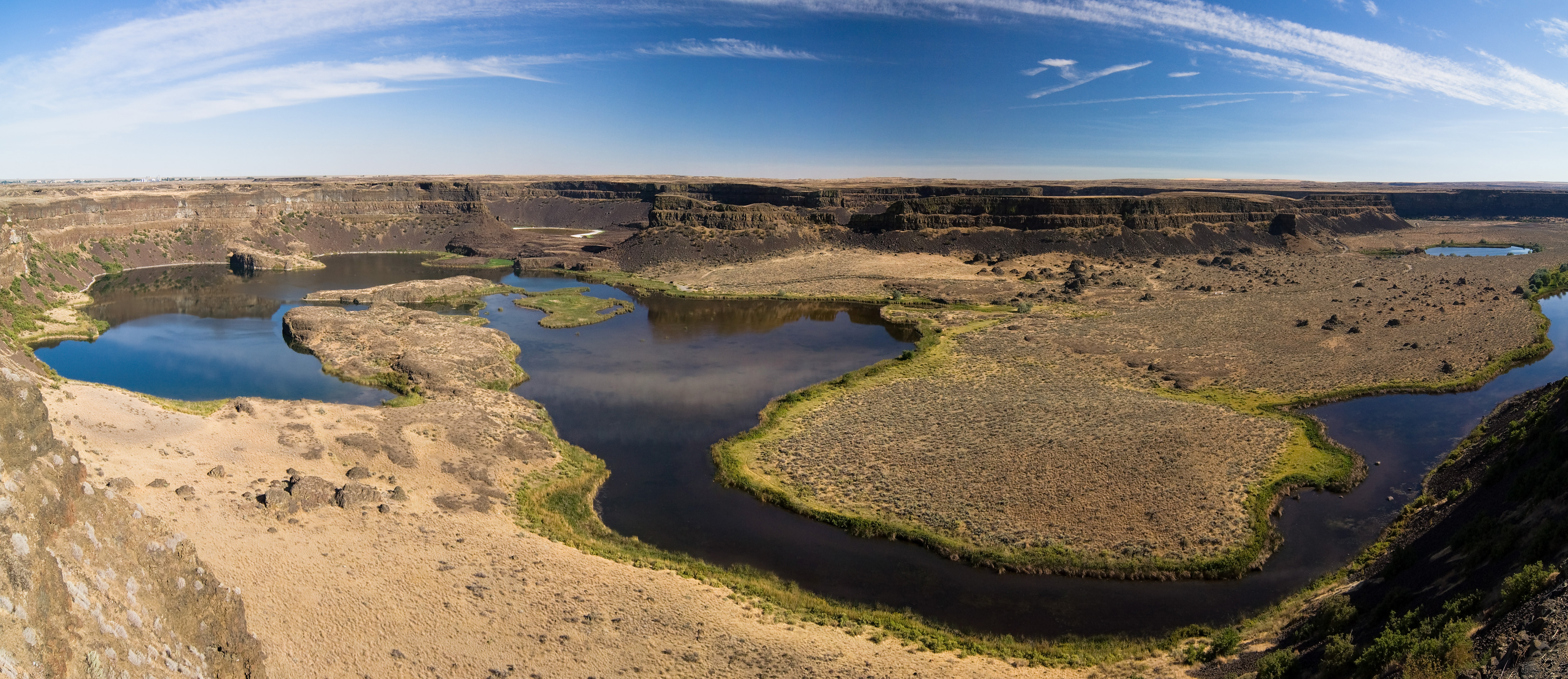
Dry Falls, un gouffre asséché situé de l'autre côté de la Grand Coulee par rapport au Columbia.

Lorsque le rift de la Pangée poussa dans la Panthalassa (ancêtre de l'océan Pacifique) la plaque nord-américaine loin de la plaque eurasienne et la plaque africaine en raison de la tectonique des plaques, l'actuelle région du Nord-Ouest Pacifique ne faisait pas partie du continent. Alors que la plaque nord-américaine se déplaça vers l'ouest, une subduction de la plaque Farallon sous le côté occidental de la plaque nord-américaine se produisit. Cela provoqua des arcs volcaniques qui ont été au fur et à mesure rattrapés par la plaque nord-américaine (arc volcanique des Cascades), résultant en la création du Nord-Ouest Pacifique il y a entre 150 et 90 millions d'années. Les grandes lignes du bassin du Columbia ne se sont pas achevées avant entre 60 et 40 millions d'années, mais le bassin était recouvert d'une grande mer intérieure qui plus tard disparut à la suite du soulèvement du niveau du sol. Il y a entre 40 et 20 millions d'années, dans les époques de l'Éocène et du Miocène, d'énormes éruptions volcaniques modifièrent fréquemment l'essentiel du paysage traversé par le Columbia. Le cours inférieur du fleuve ancestral passait à travers une vallée près de l'actuel mont Hood.
Transportant les sédiments de l'érosion et des volcans en éruption, il construit un delta large de 3,2 kilomètres qui sous-tend les contreforts du côté est de la chaîne montagneuse de la chaîne côtière nord de l'Oregon près de Vernonia dans le nord-ouest de l'Oregon. Il y a entre 17 et 6 millions d'années, d'énormes effusions de lave basaltique inondèrent le plateau du Columbia et repoussèrent plus au sud le cours actuel du Columbia, créant une grande province ignée appelée groupe basaltique du Columbia. La chaîne des Cascades a commencé à s'élever au début du Pléistocène (entre 2 millions d'années à 700 000 années auparavant). Coupant à travers ces soulèvements montagneux, le fleuve Columbia a créé la gorge du Columbia.
Le fleuve et son bassin versant connurent certaines des plus notoires inondations à grande échelle de la fin de la dernière glaciation. Les ruptures périodiques de barrages de glace au lac glaciaire Missoula ont provoqué les « inondations de Missoula » avec un débit équivalent à dix fois le débit actuel combiné de tous les fleuves de la planète et cela sur des dizaines de milliers d'années. Le nombre exact d'inondations n'est pas connu, mais les géologues en ont recensé au moins quarante et ils estiment qu'elles ont eu lieu entre environ 19 000 et 13 000 ans.

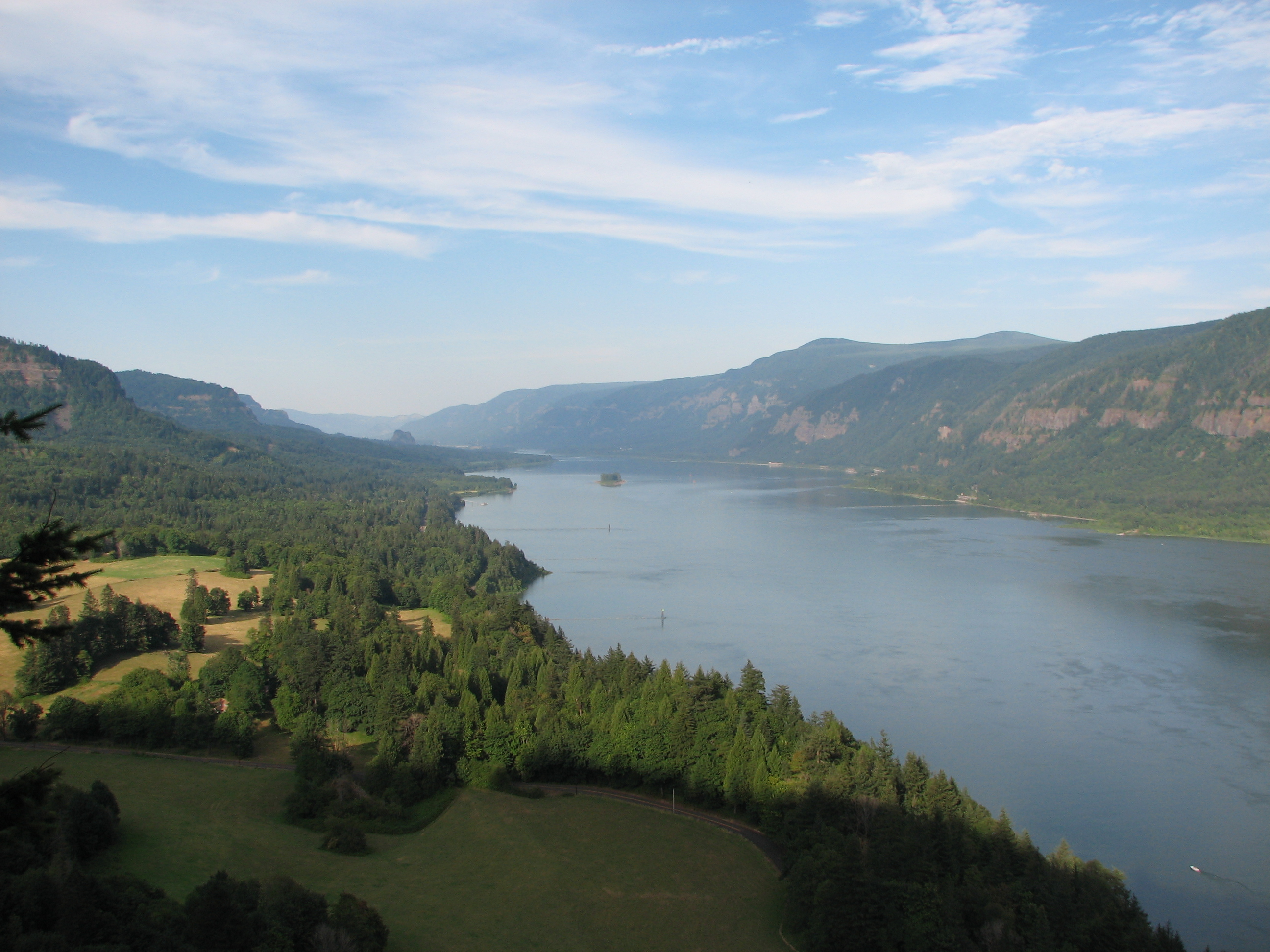
Vue sur la gorge du Columbia.

Les eaux se précipitèrent dans tout l'est de l'État de Washington, créant les Channeled Scablands, qui constituent un réseau complexe de chaînes de canyons secs, comme les « Coulees », qui forment souvent des anastomoses et qui sont fortement creusées dans la roche basaltique sous-jacente de la couche de terre arable. De nombreuses buttes à sommet plat, avec des sols fertiles sont au-dessus de ces formations chaotiques,. Des rétrécissements à plusieurs endroits provoquèrent de grands lacs temporaires, comme le lac Lewis, dans lequel les sédiments se sont déposés. Les profondeurs de ces plans d'eau ont été estimées à 380 mètres à Wallula Gap, à 250 mètres au barrage de Bonneville et 120 mètres vers l'actuelle Portland. Les sédiments ont également été déposés lors des ralentissements des eaux dans les bassins de Quincy, d'Othello et de Pasco. Les inondations périodiques du plateau du Columbia déposèrent des sédiments fertiles qui font désormais la richesse des agriculteurs locaux, comme dans la vallée de la Willamette réputée pour sa fertilité.

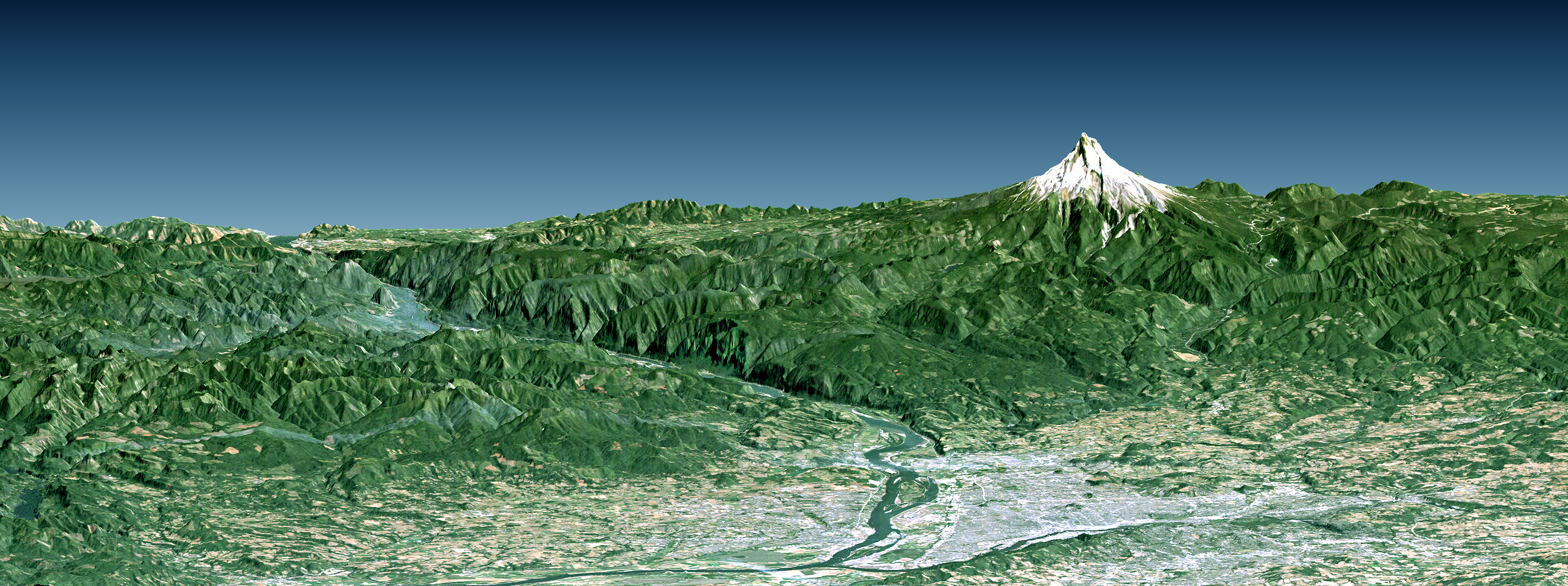
La sortie de la gorge du Columbia avec Portland au premier plan et le mont Hood, vus depuis la côte Pacifique. Image créée sur base de données satellitaires et en exagérant les hauteurs, doublées.

Au cours des derniers millénaires, une série d'importants glissements de terrain a eu lieu sur la gorge du Columbia, déplaçant massivement des débris du sud du pic Greenleaf dans la gorge près du site actuel du barrage de Bonneville. Le plus récent et significatif glissement de terrain est connu sous le nom « glissement de terrain de Bonneville » (Bonneville Slide), qui a formé un important barrage en terre remplissant 5,6 kilomètres du cours du fleuve et qui fut nommé Pont des Dieux. Diverses études ont situé la date du glissement de terrain de Bonneville entre 1060 et 1760. L'hypothèse récente que les débris actuels du glissement de terrain seraient formés par plus d'un glissement explique ce large éventail d'estimations. Il a été suggéré que si les dates ultérieures sont précises, il pourrait exister un lien avec le tremblement de terre de Cascadia. Le tas de débris provenant du glissement de terrain de Bonneville a barré la rivière jusqu'à ce que la pression de l'eau et son niveau n'emporte finalement les sédiments. Le temps qu'a pris le fleuve pour franchir la barrière est inconnu, mais les estimations vont de quelques mois à plusieurs années. Une importante partie des débris du glissement de terrain est restée, forçant la rivière à faire un détour d'environ 2,4 kilomètres au sud de son cours précédent et formant les rapides des Cascades. En 1938, la construction du barrage de Bonneville inonda ces rapides ainsi que les arbres restants qui auraient pu être utilisés pour affiner la date estimée de l'éboulement.
L’éruption du mont Saint Helens en 1980 déposa de grandes quantités de sédiments dans le lit du fleuve réduisant temporairement sa profondeur de 7,9 mètres.

## Histoire
Pour des articles plus généraux, voir Histoire de la Colombie-Britannique, Histoire de l'État de Washington et Histoire de l'Oregon.

### Histoire amérindienne
Pour un article plus général, voir Amérindiens aux États-Unis.

#### Peuplement autochtone

Territoire traditionnel des tribus amérindiennes de l'État de Washington
Réserves indiennes actuelles

L'Homme habite le bassin du Columbia depuis plus de 10 000 ans ou 12 000 ans, avec une transition d'un mode de vie nomade vers un mode de vie sédentaire fondé principalement sur le saumon, il y a environ 3 500 ans. En 1962, les archéologues ont trouvé des preuves de l'activité humaine datant de plusieurs milliers d'années au Marmes Rockshelter, près du confluent des rivières Palouse et Snake dans l'est de l'État de Washington. En 1996, les restes du squelette d'un homme préhistorique de 9 000 ans, surnommé l'Homme de Kennewick, ont aussi été trouvés près de Kennewick. Ces découvertes relancèrent le débat dans la communauté scientifique sur les origines de l'occupation humaine en Amérique du Nord.
De nombreuses tribus amérindiennes ont une présence historique et continue sur les bords du fleuve Columbia. Les Sinixt (ou Lakes) vécurent sur le tronçon inférieur de la partie canadienne (également revendiqué comme faisant partie du territoire Okanagan) et les Secwepemc, les Kootenays et les Tsuu T'ina sur le tronçon supérieur. Les peuples Colville, Spokane, Cœur d'Alène, Yakamas, Nez-Percés, Cayuse, Palouse, Umatilla, Cowlitz et les tribus confédérées de Warm Springs vivent le long du tronçon américain. Le long du cours supérieur de la Snake et de la Salmon, la tribu Bannock des Shoshones est présente. La tribu Chinook, qui n'est pas reconnue au niveau fédéral, vivait également à proximité du Columbia inférieur. Le fleuve est connu sous le nom de « Wimahl » dans les langues chinooks et « Nch’i-Wána » dans les langues sahaptiennes. Les deux termes ont la même signification : « la grande rivière » ou « le grand fleuve ».
Les récits oraux amérindiens décrivent la formation et la destruction du pont des Dieux, un pont terrestre qui reliait les rives du fleuve Columbia entre l'Oregon et Washington dans la gorge du Columbia. Le pont, qui correspondrait avec des enregistrements géologiques du « glissement de terrain de Bonneville », a été décrit dans certaines histoires comme le résultat d'une bataille entre les dieux, représentés par le mont Adams et le mont Hood, dans leur compétition pour l'affection d'une déesse, représentée par le mont Saint Helens. Les histoires amérindiennes autour du pont diffèrent dans leurs détails, mais conviennent en général sur le fait que le pont permit une plus grande interaction entre les tribus sur les côtés nord et sud de la rivière,.

#### Échanges culturels

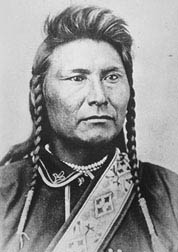
Chef Joseph des Nez-Percés, 1877. Un barrage sur le Columbia porte son nom.

Les chevaux, acquis à l'origine de la province de la colonie espagnole de Nouvelle-Espagne Santa Fe de Nuevo México, se sont largement répandus par l'intermédiaire des réseaux commerciaux autochtones, pour atteindre les Shoshones de la plaine de la rivière Snake en 1700. Les Nez-Percés, Cayuse et Têtes-Plates acquirent leurs premiers chevaux autour de 1730,. Avec ces chevaux, des aspects de la culture des Indiens des Plaines émergèrent, tels que les compétences équestres et l'entraînement des chevaux, la mobilité grandement accrue, une meilleure efficacité à la chasse, un commerce sur de plus longues distances, une intensification des rivalités et des guerres, le prestige d'avoir des chevaux et la montée de grandes et puissantes confédérations tribales. Les Nez-Percés et Cayuse gardèrent de grands troupeaux et faisaient chaque année des déplacements aux Grandes Plaines lointaines pour chasser le bison, adoptant la culture des Indiens des Plaines à un degré significatif, et devenant le principal canal par lequel les chevaux et cette culture se diffusèrent dans la région du fleuve Columbia.
D'autres peuples acquirent des chevaux et des aspects de cette culture mais de façon plus inégale.
Les Cœur d'Alène, Yakamas, Palouse, Umatilla et Spokane ont entretenu des troupeaux de chevaux et ont adopté certaines caractéristiques culturelles des Indiens des Plaines, mais la pêche et ses dérivés économiques sont restés importants. Des groupes moins exposés comprenaient les Molala, les Klickitat, les Wenatchi, les Okanagan et les Sinkiuse-Columbia qui possédaient un petit nombre de chevaux et ont adopté quelques caractéristiques des plaines. Certains groupes sont demeurés essentiellement inchangés comme les Sanpoil et les Nespelem, dont la culture est restée centrée sur la pêche.

### Découverte et exploration par les Européens

#### Premiers contacts et explorations
Des navires japonais ou chinois perdus ont pu atteindre la côte du Nord-Ouest de l'Amérique du Nord bien avant les Européens, peut-être dès -219. Cependant, nul ne sait s'ils sont allés près du fleuve Columbia. Il existe bien des preuves que des naufragés Espagnols ont atteint le rivage en 1679 et ont négocié avec les Clatsop mais si ceux-ci sont les premiers Européens à découvrir le fleuve, ils n'ont pu le signaler à leur pays d'origine.
Au XVIIIe siècle, il y avait intérêt à la découverte du passage du Nord-Ouest qui permettrait la navigation entre l'océan Atlantique et l'océan Pacifique. De nombreux navires dans la région, en particulier ceux sous commandement espagnol et britannique, ont sondé la côte pour trouver un important cours d'eau permettant de rejoindre la baie d'Hudson ou la rivière Missouri. Le premier cas documenté d'une découverte européenne du Columbia fut celle de Bruno de Heceta qui a repéré l'embouchure du fleuve en 1775. Sur les conseils de ses officiers, il ne l'a pas exploré, étant à court de personnel et voyant la puissance importante du courant. Il a considéré l'endroit comme une baie et l'a appelé Ensenada de Asunción. Ultérieurement des cartes espagnoles, basées sur sa découverte, ont montré un fleuve nommé Rio de San Roque, ou une embouchure appelée Entrada de Hezeta. À la suite des rapports d'Heceta, l'explorateur britannique John Meares a recherché ce fleuve en 1788, mais a conclu qu'il n'existait pas. Il a nommé cap Disappointment (cap de la Déception) un cap vers ce cours d'eau inexistant, ne réalisant pas que ce cap marquait la rive nord de l'embouchure du fleuve.
Les décennies suivantes seront marquées par des litiges et coopérations pour revendiquer la propriété de la région après les explorations britannique et américaine. Lors de l'expédition Vancouver, le commandant de la Royal Navy George Vancouver navigua, passa devant l'embouchure en avril 1792 et observa un changement de la couleur de l'eau, mais il a pris à son compte le rapport de Meares et continua son voyage vers le nord. Plus tard dans le même mois, Vancouver a rencontré le capitaine américain Robert Gray au détroit de Juan de Fuca. Gray a indiqué qu'il avait vu l'entrée du Columbia et avait passé neuf jours à essayer d'y entrer.

#### Exploration de Gray

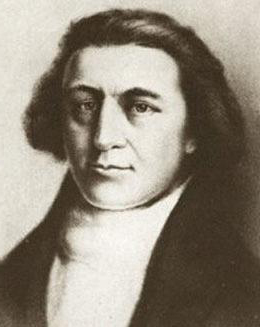
Robert Gray, l'homme qui baptisa le fleuve.

Le 12 mai 1792, Gray retourna vers le sud et traversa le banc de sable du Columbia, devenant le premier explorateur occidental à entrer dans le fleuve. La mission de traite des fourrures de Gray avait été financée par des marchands de Boston, qui l'avaient mis au commandement d'un navire privé nommé le Columbia Rediviva. C'est d'après ce navire qu'il nomma le fleuve le 18 mai 1792,. Gray a passé neuf jours à commercer près de l'embouchure du Columbia, puis partit sans être allé au-delà de 21 kilomètres en amont. Le point le plus éloigné atteint était la baie de Grays à l'embouchure de la rivière Grays. La découverte de Gray a été utilisée plus tard par les États-Unis pour appuyer leur revendication sur l'Oregon Country, qui a également été revendiquée par la Russie, la Grande-Bretagne, l'Espagne et d'autres pays. Le système fluvial du Columbia est alors peuplé de plus de 100 000 Amérindiens.
En octobre 1792, Vancouver a envoyé le lieutenant William Robert Broughton, son second, remonter le fleuve. Broughton arriva jusqu'à la Sandy River à l'extrémité ouest de la gorge du Columbia à environ 160 kilomètres en amont, apercevant et nommant le mont Hood. Broughton a officiellement revendiqué le fleuve, son bassin versant et la proximité du littoral pour le Royaume de Grande-Bretagne. En revanche, Gray n'avait pas fait de demandes officielles au nom des États-Unis.

#### Expéditions Lewis et Clark et Thompson

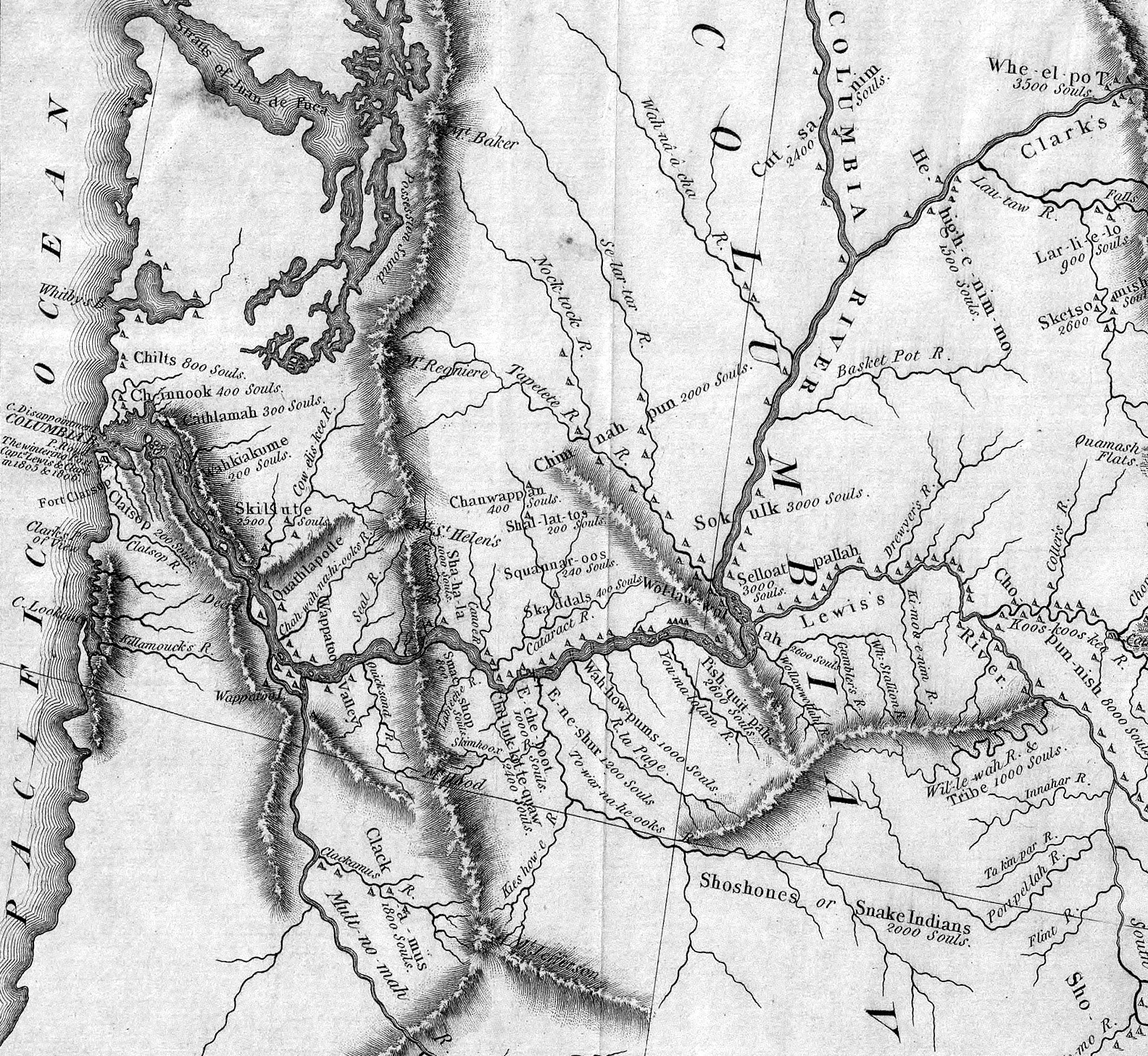
Détail de la carte de l'expédition Lewis et Clark. La Willamette est nommée « Multnomah » tandis que la Snake est la « Lewis's River ». (Voir la carte entière)

Parce que le Columbia était à la même latitude que le cours supérieur du Missouri, on crut dans un premier temps que Gray et Vancouver avaient découvert le passage du Nord-Ouest : une carte de 1798 montre même une ligne pointillée reliant le Columbia et le Missouri. Cependant, lorsque les explorateurs américains Meriwether Lewis et William Clark ont cartographié les vastes terres méconnues de l'Ouest américain dans leur expédition par voie terrestre entre 1803 et 1805, ils n'ont trouvé aucun passage entre les cours d'eau. Organisée après le rachat de la Louisiane à la France par le gouvernement de Thomas Jefferson, cette expédition conduisit Lewis et Clark à traverser les montagnes Rocheuses, construire des pirogues et pagayer sur la rivière Snake pour atteindre le Columbia près des actuelles « Tri-Cities » dans l'État de Washington. Ils ont sondé quelques kilomètres en amont, jusqu'à l'île de Bateman, avant de descendre le cours du Columbia, concluant leur voyage à l'embouchure du fleuve et établissant le Fort Clatsop, un éphémère camp qu'ils ont occupé moins de trois mois.
L'explorateur canadien David Thompson de la Compagnie du Nord-Ouest a passé l'hiver 1807-1808 à la Kootanae House près de la source du Columbia, près de la ville actuelle d'Invermere en Colombie-Britannique. Au cours des années suivantes, il a exploré une bonne partie du cours d'eau et de ses affluents du nord. En 1811, il a voyagé sur le cours du Columbia jusqu'à l'océan Pacifique, en arrivant à l'embouchure juste après que la Pacific Fur Company de John Jacob Astor ait fondé Astoria. À son retour dans le nord, Thompson a exploré la partie restante du fleuve, devenant le premier Occidental à voyager sur toute la longueur du fleuve.

#### Revendications
- York Factory Express qui rejoint le village de York Factory sur la baie d'Hudson dans l'actuel Manitoba
- Piste de l'Oregon dont la partie finale longe le Columbia
- Continental Divide

Carte illustrant le litige sur la frontière de l'Oregon avec l'Oregon Country (États-Unis) et le Columbia District (Royaume-Uni de Grande-Bretagne et d'Irlande).

En 1825, la Compagnie de la Baie d'Hudson a établi Fort Vancouver sur la rive du Columbia, dans ce qui est maintenant Vancouver, comme le siège du Columbia District de la compagnie, ce qui englobait tout l'ouest des montagnes Rocheuses. John McLoughlin, un médecin, a été nommé représentant du Columbia District. La compagnie a par la suite réorienté ses activités du district vers l'océan Pacifique suivant le fleuve, qui est devenu la voie principale de déplacement dans la région. Dans le début des années 1840, les Américains ont commencé à coloniser le territoire de l'Oregon par l'intermédiaire de la piste de l'Oregon, malgré les efforts de la Compagnie de la Baie d'Hudson pour décourager la colonisation américaine dans la région. Pour beaucoup, la dernière étape du trajet emprunté était un voyage sur le fleuve Columbia inférieur jusqu'à Fort Vancouver. Cette partie de la piste de l'Oregon, de The Dalles à Fort Vancouver, a été le tronçon le plus difficile de la piste, ce qui a incité la construction en 1846 de la route Barlow.
Dans la Convention de 1818, les États-Unis et la Grande-Bretagne sont convenus que les deux nations puissent jouir de droits égaux dans l'Oregon Country pendant dix années. En 1828, la prétendue « occupation conjointe » a été renouvelée pour une durée indéterminée et il semblait probable que la partie inférieure du fleuve Columbia devrait à terme devenir la frontière. Pendant des années, la Compagnie de la Baie d'Hudson réussit à maintenir le contrôle du Columbia et les Américains qui tentèrent de s'implanter étaient repoussés. Dans les années 1830, cependant, des missions religieuses américaines ont été établies à plusieurs endroits dans la région inférieure du fleuve Columbia. Et dans les années 1840, une migration massive de colons américains a mis à mal le contrôle britannique. La Compagnie de la Baie d'Hudson a essayé de maintenir sa domination en passant de la traite des fourrures, qui était en forte baisse, à l'exportation d'autres produits tels que le saumon et le bois. Des plans de colonisation ont été tentés, mais sans succès face à la colonisation américaine. Les Américains s'installèrent généralement au sud du Columbia, principalement dans la vallée de la Willamette. La Compagnie de la Baie d'Hudson a essayé d'établir des colonies au nord du fleuve, mais presque tous les colons britanniques se déplacèrent vers le sud de la vallée de Willamette, laissant une très grande majorité de colons américains dans la région. Ces développements ravivèrent la question de « l'occupation conjointe » et le différend frontalier. Tandis que certains intérêts britanniques, en particulier la Compagnie de la Baie d'Hudson, se sont battus pour une frontière le long du fleuve Columbia, le traité de l'Oregon de 1846, fixa la limite au 49e parallèle nord. Le fleuve Columbia est devenu la frontière entre les territoires américains de l'Oregon et de Washington. De chaque côté, britannique ou américain, l'arrivée de nouveaux migrants fut continue et accélérée par plusieurs évènements comme la ruée vers l'or de la Big Bend. L'Oregon est finalement devenu un État des États-Unis en 1859 et Washington en 1889, le cours inférieur du fleuve Columbia restant leur frontière.

#### Histoire moderne

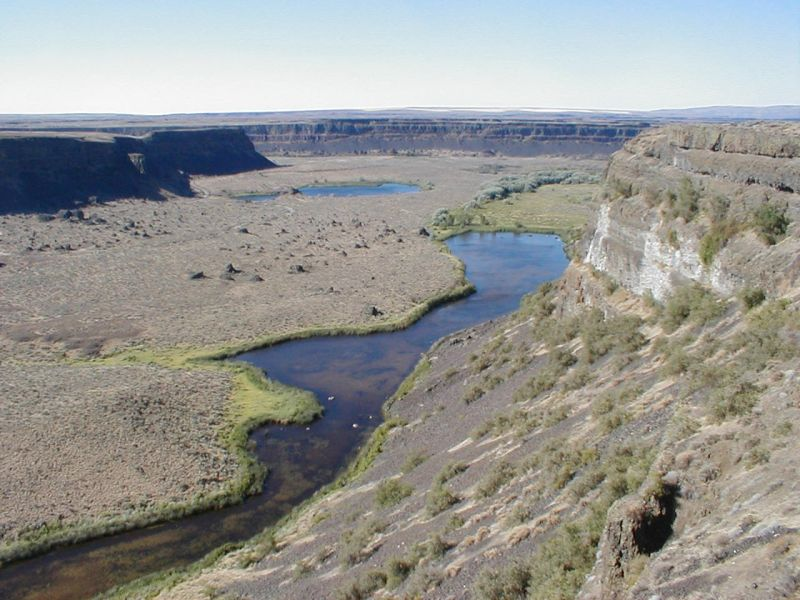
La Grand Coulee, une partie de l'ancien lit du fleuve, vue des Dry Falls.

Au tournant du XXe siècle, la difficulté de naviguer sur le Columbia a été perçue comme un obstacle au développement économique de la région de « l'Inland Empire », la région est des Cascades. Les opérations de dragage et de construction de barrages qui ont suivi entraînent une altération permanente du fleuve, ce qui perturba son écoulement naturel mais fournit aussi de l'électricité, de l'eau pour l'irrigation, des voies navigables et d'autres avantages pour la région.
En 2014, l'arrêt du stockage de nouveaux déchets nucléaires à Hanford a été un très grand succès pour les amérindiens de la nation Yakama. Les Yakamas restent résolus dans leur lutte contre les pollutions de Hanford, un ancien de la tribu affirme : "Nous ne pourrions pas plier bagage et émigrer, car c'est notre maison - la rivière Columbia".

### Relations entre Amérindiens et Occidentaux

#### Commerce et conflits
Les Amérindiens de la région rencontrèrent des occidentaux à plusieurs reprises au cours des XVIIIe et XIXe siècles. Les navires européens et américains ont exploré la région côtière autour de l'embouchure du fleuve à la fin du XVIIIe siècle, commerçant avec les indigènes locaux. Le contact sera catastrophique pour les tribus amérindiennes, une grande partie de leur population ayant été décimée par une épidémie de variole. L'explorateur canadien Alexander Mackenzie a traversé ce qui est maintenant l'intérieur de la Colombie-Britannique en 1793. En 1805-1807, l'expédition Lewis et Clark entra dans l'Oregon Country le long des rivières Clearwater et Snake, et a rencontré de nombreuses petites communautés indigènes. Leurs journaux citent des commerçants accueillants qui ne rechignaient pas à voler de petits objets aux visiteurs. Des bouilloires en laiton, un fusil britannique, et d'autres objets sont obtenus dans des échanges avec les tribus de la côte. Dès les premiers contacts avec les occidentaux, les indigènes du cours moyen et inférieur du fleuve n'apparaissent pas organisés en tribus, mais sont plutôt regroupés dans des unités sociales de tout au plus un village, et plus souvent au niveau du noyau familial, se déplaçant en fonction des saisons pour la pêche de saumons sur le fleuve et de ses affluents,. Cela n'empêche pas la description lors de l'expédition Lewis et Clark (1805) d'une maison longue amérindienne abritant jusqu'à cinq cents personnes et formant un village à elle toute seule, dans la vallée du Columbia.
Déclenchés par le massacre de Whitman en 1848, un certain nombre de violents combats eurent lieu entre les colons américains et les indigènes de la région. Les guerres indiennes ultérieures, notamment la guerre de Yakima, décimèrent la population indigène et détournèrent beaucoup de terres du contrôle des indigènes. Au fil des années, le droit des autochtones de pêcher le long du Columbia est devenu le point central de discorde avec les États, les pêcheurs commerciaux et les propriétaires privés. La Cour suprême des États-Unis a confirmé les droits de pêche dans les affaires marquantes en 1905 et 1918, et par la suite avec le procès United States v. Oregon (Sohappy v. Smith) en 1969 et United States v. Washington (« Décision Boldt ») en 1974.

#### Importance de la pêche pour les Amérindiens

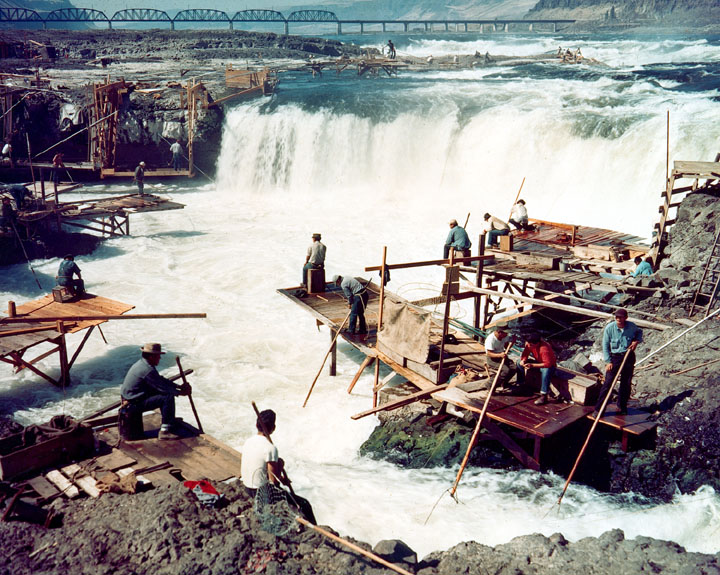
Pêche au filet aux chutes de Celilo, 1957.

Les ressources du fleuve et de ses affluents étaient importantes au système culturel des Amérindiens. Les poissons étaient au cœur de la culture des indigènes de la région, tant pour la subsistance que dans le cadre de leurs croyances religieuses. Les indigènes pêchaient le poisson du fleuve sur plusieurs sites majeurs, qui servaient aussi de postes de traite. Les chutes de Celilo, situées à l'est de la ville moderne de The Dalles, ont été un carrefour vital pour les échanges et l'interaction des différents groupes culturels amérindiens. Elles furent utilisées pour la pêche et le commerce pendant plusieurs milliers d'années. Avant le contact avec les Occidentaux, la population de certains villages le long de cette zone de quatorze kilomètres a atteint 10 000 habitants. Le site a attiré des commerçants venant d'aussi loin que les Grandes Plaines. Les rapides des Cascades de la gorge du Columbia, les rapides de Priest et ceux des chutes de Kettle, ont aussi été des sites majeurs de pêche et de négoce. Il existe des indices attestant de pêche de poissons aux chutes de Kettle il y a 9 000 ans.
Dans les temps préhistoriques, le saumon et la truite arc-en-ciel du Columbia étaient estimés à une moyenne annuelle entre dix et seize millions d'individus. En comparaison, la plus grande estimation depuis 1938 a été en 1986, avec 3,2 millions de poissons entrant dans le fleuve. Les captures annuelles des indigènes ont été estimées à environ 19 000 tonnes. Le plus important site de pêche amérindien de la région est situé aux chutes de Celilo, qui a peut-être été le site de pêche le plus productif de l'intérieur des terres d'Amérique du Nord. Les chutes sont situées à la frontière entre des peuples de langues chinooks et sahaptiennes et ce lieu a été au centre d'un vaste réseau d'échanges commerciaux à travers le plateau Pacifique. Les chutes de Celilo sont la plus vieille communauté habitée en permanence du continent nord-américain.
Les conserveries de saumon établies par des colons blancs commencent à produire en 1867 et ont eu un impact fortement négatif sur la population de saumons, et en 1908 le président américain Theodore Roosevelt fait observer que les migrations des saumons n'étaient qu'une fraction de ce qu'elles avaient été vingt-cinq ans auparavant. Pourtant, encore dans les années 1930, des indigènes vivaient le long du fleuve et pêchaient à l'année, se déplaçant en fonction des migrations de poissons au fil des saisons.
À la suite du développement continu du fleuve au XXe siècle, chacun de ces importants sites de pêche a été englouti par un lac de barrage, à commencer par les rapides des Cascades en 1938. Le développement a été accompagné par de longues négociations entre les autochtones et les organismes gouvernementaux américains. Les tribus confédérées de Warm Springs ont adopté une constitution et ont fusionné après l'achèvement du barrage de Bonneville en 1938 et la disparition sous les eaux des rapides des Cascades, les Yakamas ont été plus lents à le faire, organisant un gouvernement officiel en 1944. Aujourd'hui, les tribus Yakamas, Nez Percé, Umatilla et Warm Springs ont toutes des droits de pêche le long du Columbia et de ses affluents.
En 1957, les chutes de Celilo ont été submergées par la construction du barrage de The Dalles et la communauté de pêche des autochtones a été déplacée. Les tribus concernées ont reçu un dédommagement de 26,8 millions de dollars pour la perte de ce site ainsi que pour les autres sites de pêche submergés par ce barrage. Les tribus confédérées de Warm Springs ont utilisé une partie de leurs quatre millions de dollars récoltés pour établir la zone touristique du Kah-Nee-Ta au sud du mont Hood.

## Aménagements

### Navigation

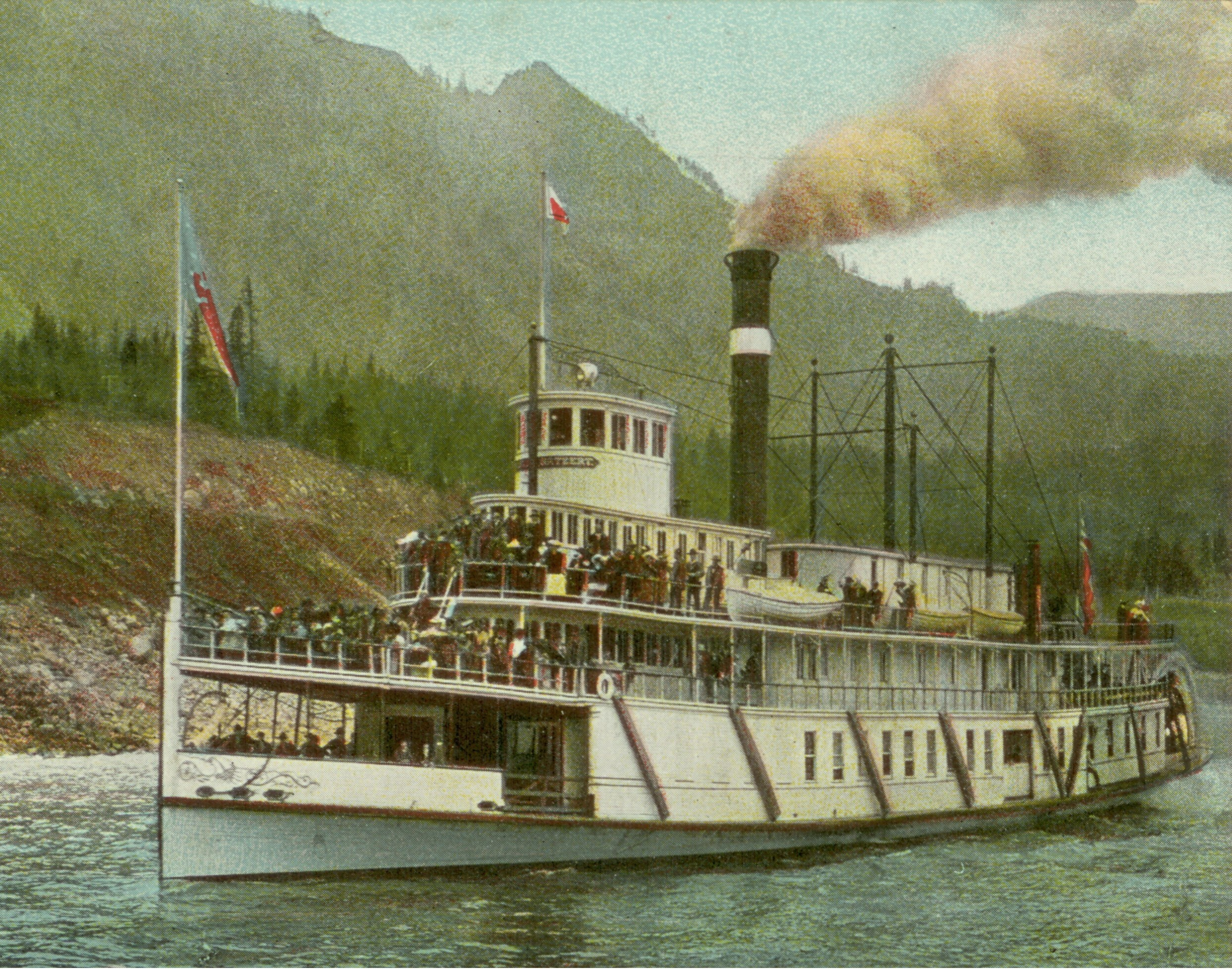
Le Bailey Gatzert près de Cascade Locks, vers 1910.

Le capitaine américain Robert Gray et le capitaine britannique George Vancouver, qui ont exploré le fleuve en 1792, ont prouvé qu'il était possible de franchir le banc de sable du Columbia. Cet exploit reste, même avec les avancées technologiques, un défi. En effet, à l'embouchure du cours d'eau, les forts courants et le banc de sable rendent dangereux le passage entre le fleuve et l'océan Pacifique, ce qui oblige généralement à avoir recours à des pilotes. Le banc de sable du Columbia fait en effet partie d'une zone maritime surnommée le « Cimetière du Pacifique » pour ses nombreux naufrages.
L'utilisation de bateaux à vapeur le long du fleuve, à commencer par le navire Beaver britannique en 1836, suivi par des bateaux américains en 1850, a contribué au rapide développement économique de la région. Les bateaux à vapeur exploitèrent plusieurs tronçons distincts du Columbia : sur son cours inférieur de l'océan Pacifique aux rapides des Cascades, des rapides des Cascades aux chutes de Celilo, des chutes de Celilo jusqu'à la confluence avec la Snake, dans la zone de Wenatchee, sur les lacs Arrow en Colombie-Britannique et sur les différents affluents comme la Willamette, la Snake ou le lac Kootenay. Les bateaux, d'abord alimentés par la combustion de bûches de bois, transportèrent des passagers et des marchandises dans la région pendant de nombreuses années. Le développement du chemin de fer a permis de connecter les différentes lignes de bateaux à vapeur interrompues par les chutes d'eau sur le cours inférieur du Columbia. Dans les années 1880, les lignes de chemin de fer maintenues par des entreprises comme l’Oregon Railroad and Navigation Company et la Shaver Transportation Company ont commencé à suppléer les lignes de bateaux à vapeur comme grands axes de transport le long du fleuve.

#### Ouverture jusqu'à Lewiston

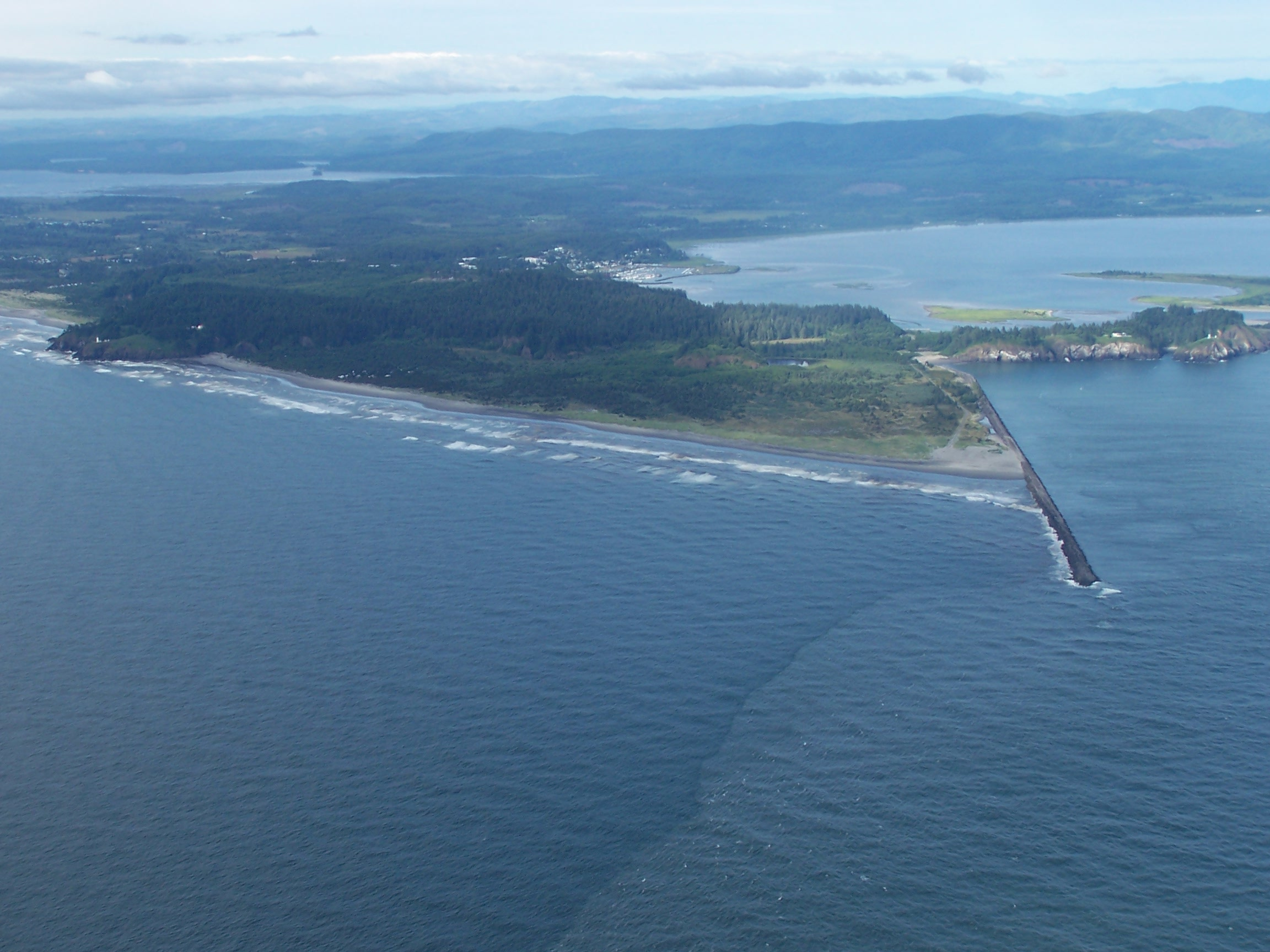
Le cap Disappointment à l'embouchure du Columbia.

Dès 1881, des industriels ont proposé de modifier le lit naturel du Columbia pour améliorer la navigation. Les modifications apportées au fil des années incluent la construction de jetées à l'embouchure du fleuve, le dragage et la construction de canaux et d'écluses. Aujourd'hui, des navires cargos venus de l'océan Pacifique peuvent naviguer en amont jusqu'à Portland et Vancouver, et les barges peuvent atteindre Lewiston dans l'Idaho.
Les déplacements du banc de sable du Columbia rendent le passage entre le fleuve et l'océan Pacifique difficile et dangereux, et de nombreux rapides long du cours d'eau entravent la navigation. Des jetées, construites à partir de 1886, ont permis d'améliorer l'avancée du fleuve dans l'océan. Cependant, les forts courants et le banc de sable restent une menace pour les navires pénétrant dans le Columbia et nécessitent un entretien régulier des jetées.
En 1891, le Columbia a été dragué pour améliorer le transport maritime. Le canal entre l'océan, Portland et Vancouver a été approfondi de 5,2 à 7,6 mètres. Le journal The Columbian milita dès 1905 pour un approfondissement à 12 mètres, mais cette profondeur n'est pas atteinte avant 1976.
Les écluses ont d'abord été construites en 1896 autour des rapides des Cascades, permettant aux bateaux de naviguer en toute sécurité à travers la gorge du Columbia. Le canal de Celilo, permettant d'éviter les chutes de Celilo, fut ouvert au trafic fluvial en 1915. Au milieu du XXe siècle, la construction de barrages le long du cours d'eau submergea des rapides sous une série de lacs de barrage. Un vaste système d'écluses permit aux navires et aux barges de passer facilement d'un lac à l'autre. Achevé en 1975, un chenal de navigation permit d'atteindre Lewiston. L'une des principales cargaisons transportées est le blé, principalement pour l'exportation. Plus de 40 % de toutes les exportations de blé des États-Unis empruntent le fleuve Columbia. La valeur des marchandises transportées sur le fleuve (Snake comprise) est estimée à quatorze milliards de dollars par an.
L'éruption du mont Saint Helens en 1980 provoqua des coulées de boue dans la région, les dépôts sédimentaires réduisirent la profondeur du Columbia à 7,6 mètres sur environ 6,4 kilomètres, ce qui perturba l'économie de Portland.

#### Dragage plus profond

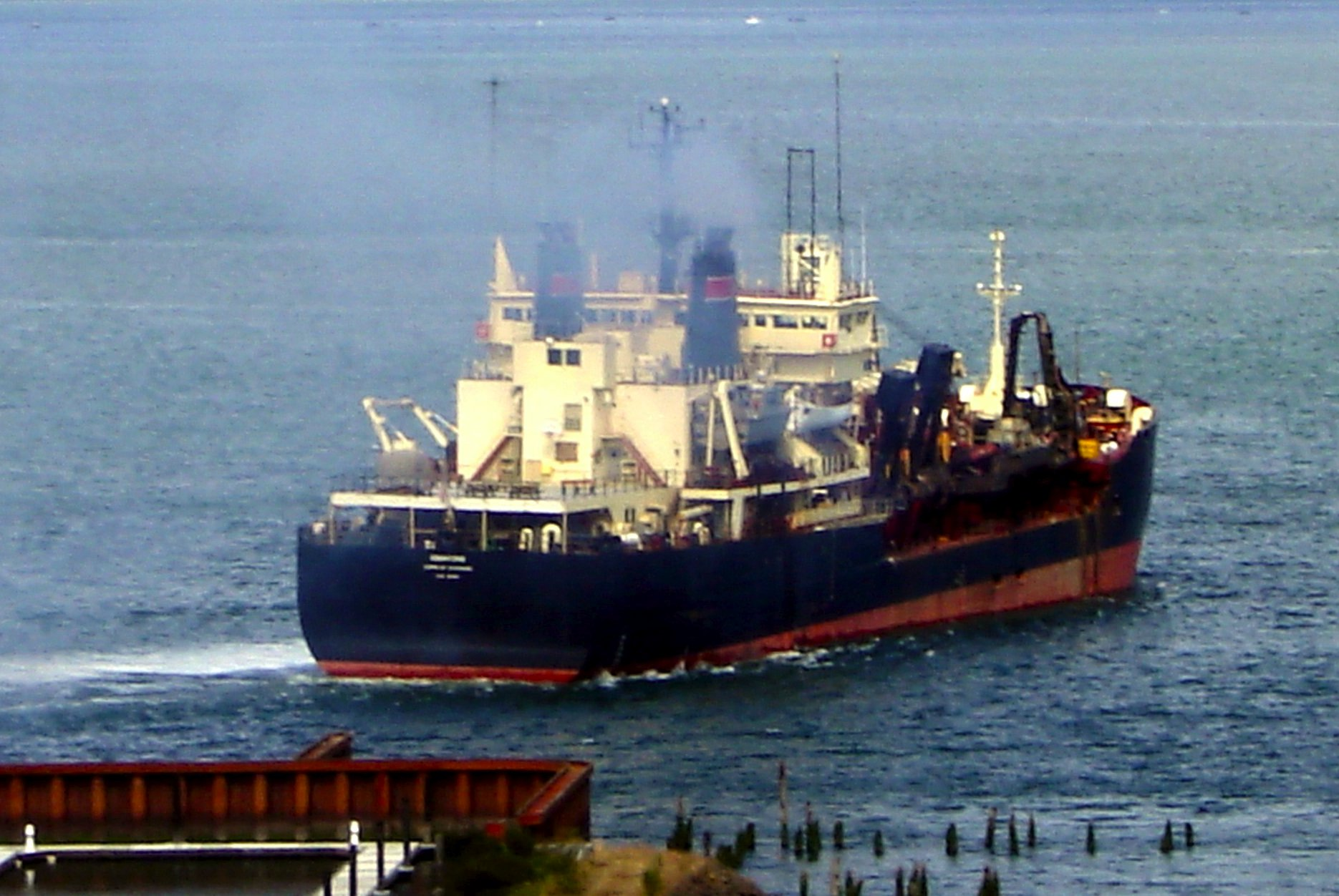
L’Essayons, un des navires du corps du génie de l'armée des États-Unis, destiné à la maintenance du chenal de navigation du Columbia.

Les efforts visant à maintenir et à améliorer le chenal de navigation se sont poursuivis jusqu'à nos jours. En 1990, une nouvelle série d'études porta sur la possibilité de draguer plus le cours inférieur du Columbia. Les plans ont été controversés dès le départ en raison de préoccupations économiques et environnementales.
En 1999, le Congrès des États-Unis a autorisé l'approfondissement du chenal entre Portland et Astoria à 12-13 mètres, ce qui permit aux porte-conteneurs et grands navires à grains de parvenir à Portland et Vancouver. Toutefois, le projet a rencontré une opposition en raison de préoccupations relatives au dragage de sédiments toxiques contenus dans le lit du fleuve. Le groupe de défense de l'environnement Northwest Environmental Advocates de Portland, a intenté un procès contre le corps du génie de l'armée des États-Unis, mais celui-ci a été rejeté par la cour d'appel des États-Unis pour le neuvième circuit en août 2006. Le projet comprend des mesures pour atténuer les dommages environnementaux. Par exemple, le corps des ingénieurs doit réhabiliter des zones humides correspondant à douze fois la superficie de zones humides endommagées par le projet. Au début de l'année 2006, le corps déversa par mégarde 190 litres d'huile hydraulique dans le fleuve, s'attirant de nouvelles critiques des organisations environnementales.
Les travaux de réalisation du projet, démarrés en 2005, se sont terminés en novembre 2010. Son coût total est estimé à 150 millions de dollars. Le gouvernement fédéral contribue à 65 %, les États de l'Oregon et de Washington payant 27 millions de dollars chacun (18 %) et six ports locaux contribuent également au budget.

### Maîtrise humaine du fleuve

#### Barrages

Principaux barrages du bassin du Columbia, par propriétaire.

En 1902, le Bureau of Reclamation a été créé pour aider au développement économique des États arides de l'Ouest américain. L'une de ses grandes réalisations a été la construction du barrage de Grand Coulee à des fins d'irrigation pour 2 400 kilomètres carrés du Columbia Basin Project dans le centre de l'État de Washington. Avec le début de la Seconde Guerre mondiale, l'accent fut mis sur la construction de barrages pour la production d'énergie hydroélectrique plutôt que pour l'irrigation, cette dernière fonction redevenant plus importante après la guerre.
L'évolution du fleuve Columbia s'est produite dans le cadre du Traité des eaux limitrophes entre les États-Unis et le Canada signé en 1909. Le Congrès des États-Unis a adopté le Rivers and Harbors Act de 1925, qui a ordonné au Corps du génie de l'armée des États-Unis et à la Federal Power Commission d'étudier le développement des cours d'eau du pays. Cela a incité les différents organismes à procéder à la première analyse financière formelle du développement hydroélectrique.
Dans la fin des années 1920, les personnalités politiques du Nord-Ouest des États-Unis étaient en général favorables au développement par le secteur privé des barrages hydroélectriques sur le Columbia. Cependant, la victoire de George W. Joseph à la primaire républicaine dans les années 1930 en Oregon, et plus tard celle de Julius Meier comme gouverneur de l'Oregon, ont été vues comme la démonstration du soutien de la population en faveur du retour à la propriété publique des barrages. En 1933, le président Franklin Delano Roosevelt a signé une loi qui a permis la construction des barrages de Bonneville et de Grand Coulee comme des projets majeurs de travaux publics. Ce résultat a été attribué aux efforts du sénateur de l'Oregon Charles McNary, du sénateur de l'État de Washington Clarence Dill et du membre du Congrès de l'Oregon Charles Martin notamment.
En 1948, des inondations ont eu lieu dans le bassin du Columbia, détruisant Vanport City, alors la deuxième plus grande ville de l'Oregon, et touchant des villes aussi hautes sur le cours du fleuve que Trail, en Colombie-Britannique. Les inondations ont poussé le Congrès américain à passer le Flood Control Act de 1950, autorisant le gouvernement fédéral à construire des barrages supplémentaires et d'autres mécanismes de contrôle des inondations. À cette époque toutefois, les collectivités locales sont devenues méfiantes des projets hydroélectriques fédéraux, et ont demandé le contrôle local des nouveaux développements. Un organisme de travaux publics du comté de Grant a finalement commencé la construction du barrage des rapides de Priest.
Dans les années 1960, les États-Unis et le Canada ont signé le Traité du fleuve Columbia qui a porté sur la lutte contre les inondations et la maximisation de la production d'électricité en aval. Le Canada a accepté de construire des barrages et de fournir des réservoirs de stockage, et les États-Unis sont convenus de redonner au Canada la moitié de l'augmentation de la puissance énergétique créée sur leur sol, avec une estimation de cinq ans d'avance. L'obligation du Canada a été remplie par la construction de trois barrages : le barrage Mica et le barrage de Keenleyside (ex-barrage Arrows) sur le Columbia et le barrage Duncan sur la Duncan. Le dernier étant achevé en 1973.

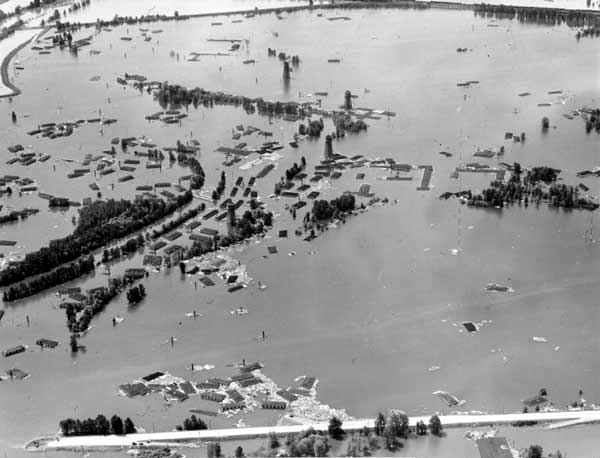
Vanport City sous les eaux en 1948.

Aujourd'hui, le cours principal du Columbia compte quatorze barrages, dont trois au Canada et onze aux États-Unis. D'autres barrages sur la Snake et des écluses permettent aux navires et barges venues de l'océan Pacifique d'atteindre Lewiston, dans l'Idaho. Le bassin du Columbia compte dans son ensemble plus de 400 barrages pour l'énergie hydroélectrique et l'irrigation. Le Columbia est donc devenu un des fleuves les plus fragmentés au monde par les barrages. Les barrages y remplissent de nombreux rôles comme le contrôle des crues, la navigation, la régulation des débits, le stockage et la distribution de l'eau ou la production d'énergie hydroélectrique.
Les grands barrages américains sont détenus et exploités par le gouvernement fédéral (certains par le Corps du génie de l'armée des États-Unis et d'autres par le Bureau of Reclamation), tandis que les petits barrages sont gérés par les districts d'utilité publique et des compagnies d'électricité privées. Le système exploité par le gouvernement fédéral est connu comme le Federal Columbia River Power System, qui comprend 31 barrages sur le Columbia et ses affluents. Le système a modifié le débit saisonnier du fleuve afin de répondre à une demande d'électricité pendant l'hiver. Au début du XXe siècle, près de 75 % du débit du Columbia était produit en été, entre avril et septembre. En 1980, la proportion produite en été a été abaissée à 50 % environ, éliminant l'essentiel des différences saisonnières.
L'installation de barrages a considérablement modifié le paysage et l'écosystème de la rivière. À une certaine époque, le Columbia a été l'un des systèmes fluviaux les plus riches en saumon du monde. Auparavant, les sites de pêche actifs, notamment les chutes de Celilo dans l'est de la gorge du Columbia, ont montré une forte baisse de la pêche le long du Columbia au siècle dernier, et les populations de saumons ont été considérablement réduites. Des échelles à poissons ont été installées sur certains barrages pour aider le passage des poissons. Le barrage de Chef Joseph, dépourvu de passe à poissons, bloque complètement la migration des poissons à la moitié supérieure du bassin du Columbia.

#### Irrigation

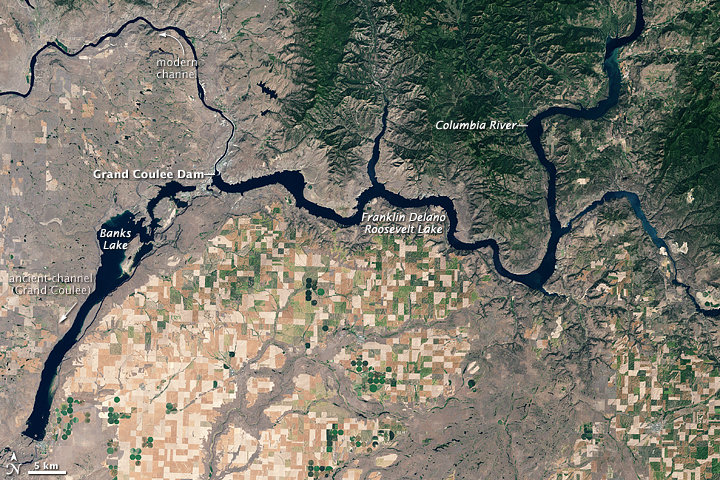
Photographie satellite de la zone du barrage de Grand Coulee avec le lac Franklin D. Roosevelt et le lac Banks, 1999.

Le Columbia Basin Project du Bureau of Reclamation s'axa sur la région globalement sèche du centre de l'État de Washington qui comporte des sols riches en lœss. Différentes propositions ont été élaborées et, en 1933, le président Franklin Delano Roosevelt a validé le projet. Le barrage de Grand Coulee était la composante centrale du projet puisqu'une fois achevé, il permettait de pomper l'eau du Columbia pour combler l'ancien lit asséché de Grand Coulee, en formant le lac Banks. En 1935, la hauteur prévue du barrage a été augmentée, passant d'une fourchette comprise entre 61 et 91 mètres à 150 mètres. Cette hauteur permettait d'agrandir la retenue créée sur le cours du fleuve — le lac Franklin D. Roosevelt — jusqu'à la frontière canadienne. Le projet évolua par la suite d'un New Deal local à un grand projet national.
L'objectif initial du projet était l'irrigation, mais le déclenchement de la Seconde Guerre mondiale a créé une forte demande d'énergie électrique, principalement pour la production d'aluminium et le développement d'armes nucléaires au laboratoire national de Hanford. L'irrigation fut commencée en 1951, fournissant de l'eau à plus de 2 700 kilomètres carrés de terres fertiles mais arides dans le centre de l'État de Washington, transformant la région en un important centre agricole. Les principales cultures étaient des arbres fruitiers, des pommes de terre, de la luzerne, de la menthe, des haricots, des betteraves et des raisins destinés à la production de vin. Les régions viticoles américaines notables autour du Columbia sont la Columbia Gorge et la Columbia Valley et ses multiples sous-divisions.

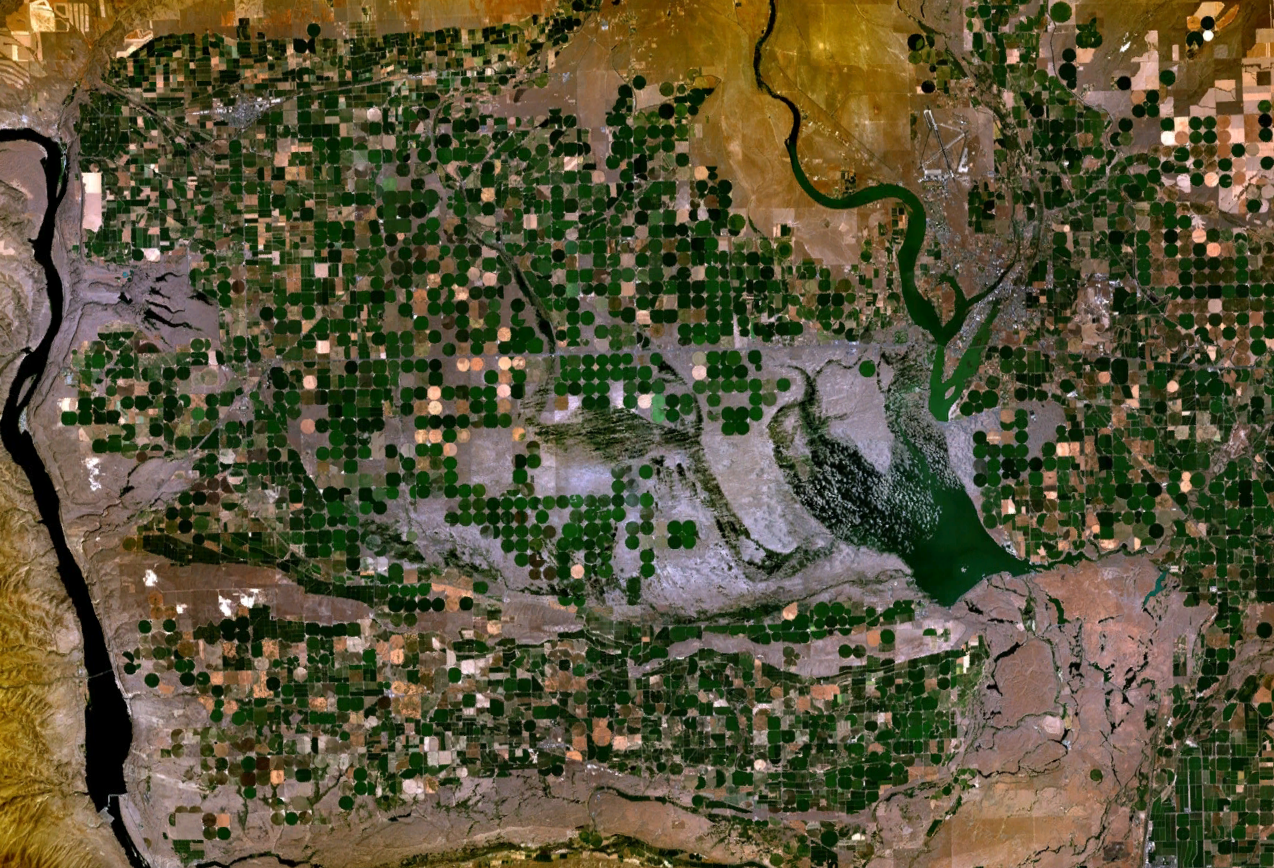
Photographie satellite de la zone irriguée (à pivot central) entourant le lac Potholes, dans le cadre du Columbia Basin Project. Le lit du Columbia est à gauche de l'image.

Depuis 1750, le Columbia a connu six sécheresses de plusieurs années. La plus longue eut une durée de douze ans dans le milieu des années 1800 et réduisit le débit du fleuve d'environ 20 %. Les scientifiques ont exprimé leur crainte qu'une sécheresse similaire n'ait de graves conséquences dans une région aussi dépendante de l'eau du fleuve. En 1992-1993, une sécheresse moins importante a déjà touché les agriculteurs et les différents secteurs liés au Columbia.
Beaucoup d'agriculteurs dans le centre de l'État de Washington ont construit des retenues sur leur propriété pour l'irrigation et pour contrôler le gel sur leurs cultures. Le département de l'écologie de l'État de Washington, utilisant de nouvelles techniques comme les photographies aériennes, estimait qu'il pouvait y avoir jusqu'à une centaine de ces retenues dans la région, dont la plupart sont illégales. Six retenues se sont effondrées ces dernières années, causant des centaines de milliers de dollars de dégâts aux cultures et aux voies publiques. Plusieurs fermes de la région sont passées par le processus d'autorisation pour construire ces retenues de manière légale.

#### Hydroélectricité
Le débit abondant du Columbia et son important dénivelé de 40,9 centimètres par kilomètre, lui donnent une capacité considérable de production d'énergie hydroélectrique. En comparaison, le Mississippi baisse de 12,3 centimètres par kilomètre. Le Columbia possède à lui seul un tiers du potentiel hydroélectrique des États-Unis.

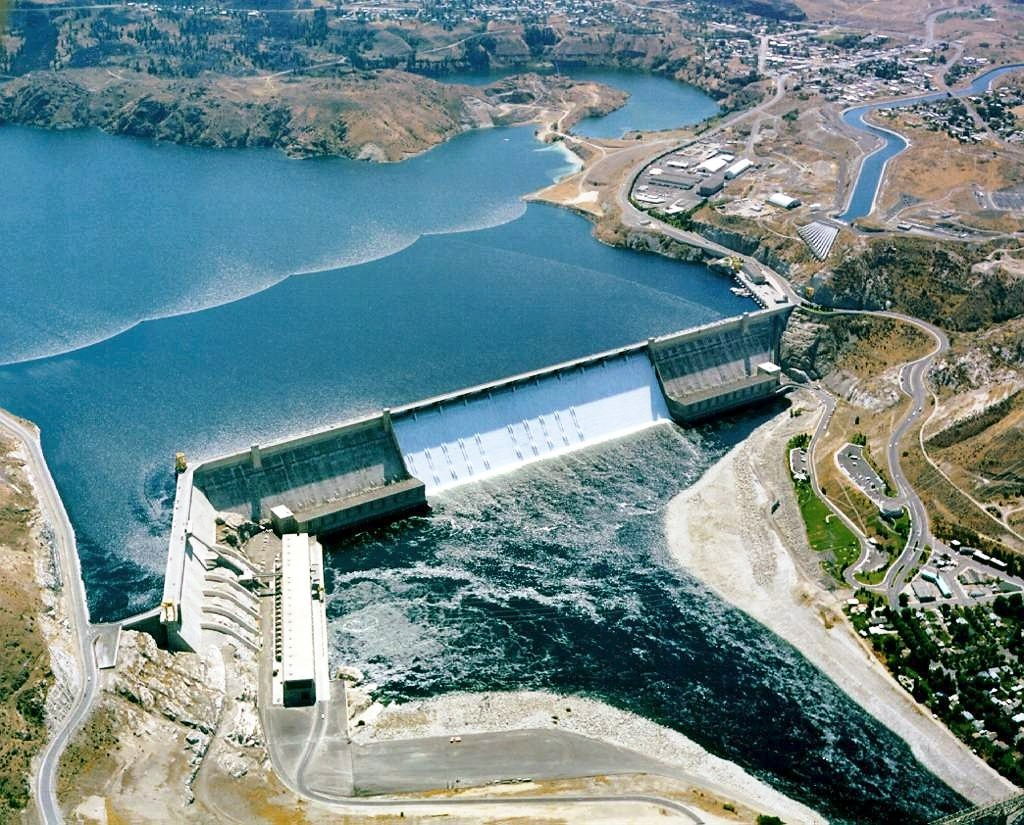
Le barrage de Grand Coulee, le plus important du fleuve Columbia.

Les plus grands des cent-cinquante projets hydroélectriques, le barrage de Grand Coulee et le barrage de Chef Joseph, sont aussi les plus importants des États-Unis et parmi les plus importants au monde.
L'énergie hydroélectrique à faible coût a favorisé l'émergence d'une vaste industrie de production d'aluminium, qui nécessite une énorme puissance électrique. Jusqu'en 2000, le Nord-Ouest des États-Unis a engendré jusqu'à 17 % de la production mondiale d'aluminium et 40 % de la production nationale. Cependant, la marchandisation de l'énergie au début des années 2000, conjugué à la sécheresse qui a réduit la capacité de production du fleuve, porta un coup à l'industrie. En 2001, les producteurs d'aluminium du Columbia ont tourné au ralenti à 80 % de leur capacité de production, et, en 2003, l'ensemble des producteurs aux États-Unis ne produisait que 15 % de la production mondiale d'aluminium, et beaucoup de fonderies de la région du Columbia se sont mis en sommeil ou en faillite.
L'énergie électrique demeure relativement bon marché le long du Columbia, et ces dernières années des entreprises de hautes technologies telles que Google ont commencé à déplacer leurs centres de traitement de données dans la région pour profiter de cette aubaine.
En aval du barrage de Grand Coulee, chaque lac de barrage est étroitement réglementé par la Bonneville Power Administration (BPA), le Corps du génie de l'armée des États-Unis (USACE) et plusieurs divisions du Washington Public Utility pour s'assurer du bon écoulement, de contrôle des inondations et que les objectifs de production d'électricité soient remplis. De plus en plus, la production d'énergie hydroélectrique est tenue de respecter les normes du Endangered Species Act de 1973 et d'autres accords pour minimiser les impacts sur le saumon et autres poissons. Certains groupes de conservation et de pêcheurs soutiennent le retrait de plusieurs barrages sur la Snake, le plus grand affluent du Columbia.
| Nom                          | Pays              | Cours d'eau       | Année d'ouverture | Puissance (en MW) | Note |
| ---------------------------- | ----------------- | ----------------- | ----------------- | ----------------- | --- |
| Barrage de Grand Coulee      | États-Unis        | Columbia          | 1942              | 6 809             | Plus grande centrale électrique américaine et, à l'époque, plus grande structure en béton jamais érigée.                                                        |
| Barrage de Chef Joseph       | États-Unis        | Columbia          | 1955              | 2 069             | |
| Barrage John Day             | États-Unis        | Columbia          | 1971              | 2 160             | |
| Barrage des Trois-Gorges     | Chine             | Yangzi Jiang      | 2008              | 20 000            | Plus grand barrage hydraulique ainsi que le plus grand générateur d'électricité au monde.                                                                       |
| Barrage de Saïano-Chouchensk | Russie            | Ienisseï          | 1989              | 6 400             | Centrale électrique la plus puissante de Russie. |
| Barrage d'Itaipu             | Brésil / Paraguay | Rio Paraná        | 1983              | 12 500            | Plus grande centrale hydroélectrique du monde après le barrage des Trois-Gorges mais ne fait pas partie des plus grands barrages en termes de hauteur du monde. |
| Aménagement Robert-Bourassa  | Québec, Canada    | La Grande Rivière | 1979-1992         | 7 722             | Puissance des deux centrales électriques du plus important aménagement du réseau d'Hydro-Québec.                                                                |

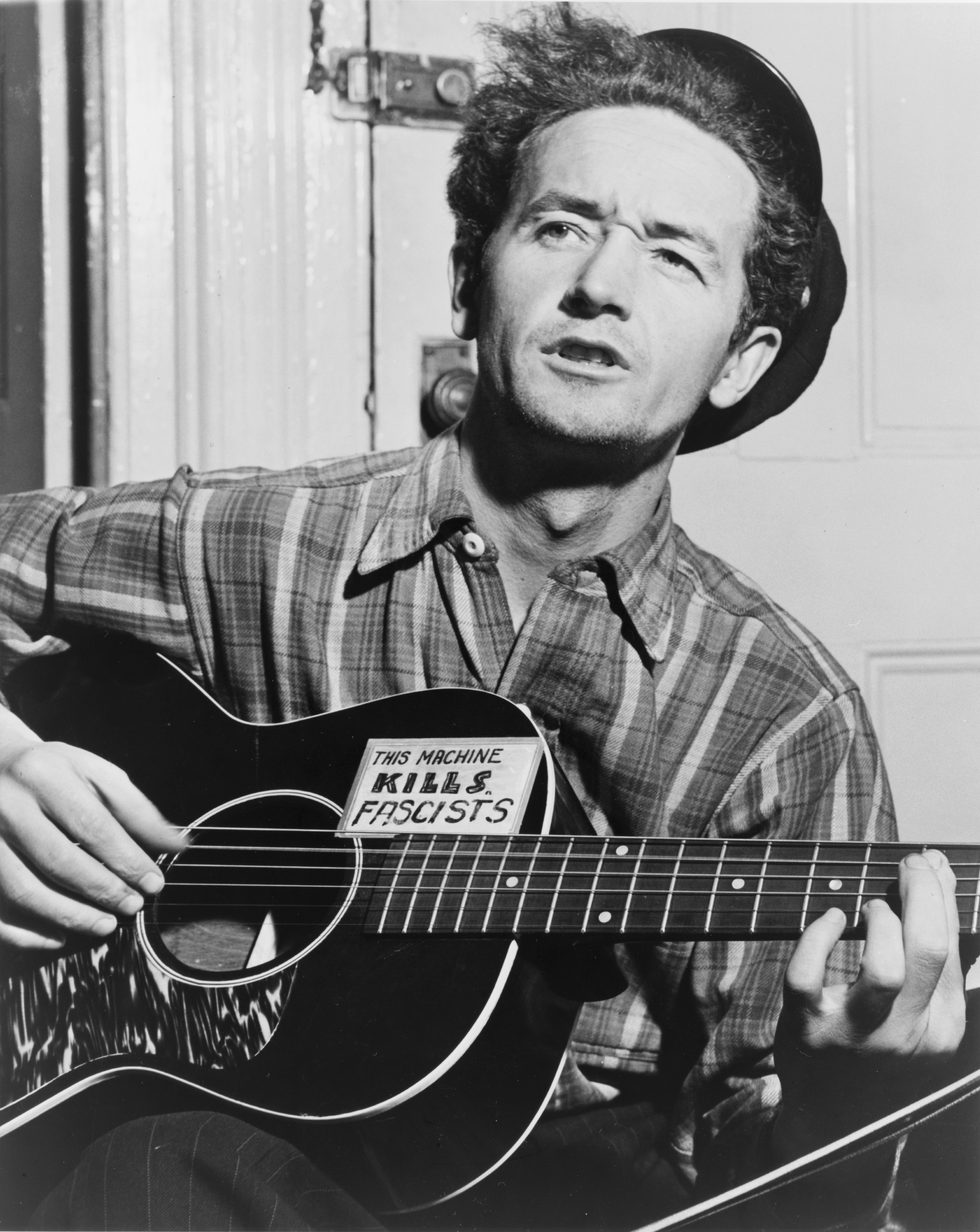
Woody Guthrie, 1943

En 1941, la Bonneville Power Administration embaucha le chanteur folk Woody Guthrie pour écrire des chansons pour un film documentaire de promotion de l'énergie hydroélectrique. Il a passé plusieurs semaines à voyager dans la région, écrivant 26 chansons en trente jours, lesquelles sont devenus importantes dans l'histoire culturelle de la région. À l'origine parues comme les Columbia River Ballads, elles sont désormais connues comme The Columbia River Collection avec comme chansons les plus notoires Roll on Columbia, Pastures of Plenty, Grand Coulee Dam et The Biggest Thing That Man Has Ever Done.

« Roll on, Columbia, roll on, roll on, Columbia, roll on
Your power is turning our darkness to dawn
So roll on, Columbia, roll on »

— Woody Guthrie - Roll on Columbia

## Écologie et environnement

### Migration des poissons
Pour un article plus général, voir Impact environnemental des barrages.

Carte topographique du bassin du Columbia, avec les zones d'accessibilité et d'inaccessibilité historique (chutes d'eau) et moderne (barrages) du saumon et de la truite arc-en-ciel.

Le Columbia contient plusieurs espèces de poissons anadromes qui migrent entre l'océan Pacifique et les affluents d'eau douce du fleuve. Les saumons coho et royaux, la truite arc-en-ciel et les saumons du genre Oncorhynchus sont des poissons qui migrent depuis l'océan en remontant les rivières à la fin de leur cycle de vie pour se reproduire. L'esturgeon blanc, qui attend près de quinze à vingt-cinq ans pour devenir mature, migre généralement entre l'océan et les cours d'eau à plusieurs reprises au cours de sa vie.
Les populations de saumons ont diminué de façon spectaculaire après la création de conserveries en 1867. En 1908, il y a une large préoccupation au sujet de la diminution des saumons et esturgeons. Cette année-là, les habitants de l'Oregon ont adopté deux lois de limitation de la pêche sur le fleuve Columbia et d'autres cours d'eau en vertu d'un programme récemment mis en place et donnant la possibilité à des initiatives citoyennes. Puis, en 1948, une autre initiative a interdit l'utilisation de filets à senne.
Les barrages interrompent la migration des poissons anadromes en coupant le cycle de reproduction ce qui fait que des populations entières de saumons meurent. Certains des barrages du fleuve Columbia et de la Snake emploient donc des échelles à poissons qui sont efficaces à des degrés divers pour permettre à ces poissons de voyager en amont. En plus, des piscicultures d'élevage rejettent plusieurs millions de poissons juvéniles chaque année. Un autre problème existe pour les juvéniles allant vers l'océan. Auparavant, ce voyage prenait deux à trois semaines mais, avec des courants fluviaux ralentis par des barrages et une série de plans d'eau à faible courant, le trajet peut prendre plusieurs mois ce qui augmente le taux de mortalité. Dans certains cas, le Corps du génie de l'armée des États-Unis transporte des jeunes poissons en aval par camion ou par barge. Le barrage de Chef Joseph et plusieurs barrages sur les affluents du Columbia bloquent entièrement la migration, et il n'y a pas de poissons anadromes en amont de ces barrages. Les esturgeons ont eux des habitudes migratoires différentes et peuvent survivre sans même être allés dans l'océan. Dans de nombreuses régions en amont coupées de l'océan par les barrages, les esturgeons vivent simplement en amont du barrage.
Tous les poissons ont souffert des modifications du fleuve, la sauvagesse du Nord se développe dans l'eau plus chaude et plus lente créée par les barrages. Une étude dans le milieu des années 1980 a révélé que les jeunes saumons souffrent considérablement de la prédation des sauvagesses, et en 1990, dans l'intérêt de la protection du saumon, un programme a été créé pour récompenser les pêcheurs pour la capture de ces poissons.

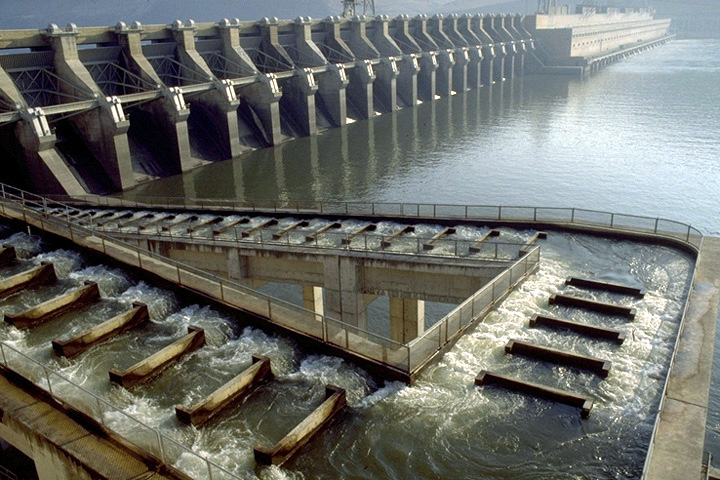
Échelle à poissons au barrage John Day. Ce barrage et son lac sont l'un des plus meurtriers du fleuve pour les saumons juvéniles.

En 1994, les captures de saumons ont été plus faibles que d'habitude dans les cours d'eau d'Oregon, de Washington et de Colombie-Britannique, provoquant l'inquiétude des entreprises de pêche, des organismes gouvernementaux et des chefs tribaux.
L'intervention du gouvernement américain, à laquelle les États d'Alaska, d'Idaho et d'Oregon étaient opposés, a inclus onze jours de fermeture d'une pêcherie d'Alaska. En avril 1994, le Pacific Fisheries Management Council a approuvé à l'unanimité les règlements les plus sévères depuis dix-huit ans, interdisant pour l'année toute pêche commerciale du saumon du parc d'État d'Oswald West jusqu'à la frontière canadienne,. Lors de l'hiver 1994, le retour du saumon coho dépassa les attentes, ce qui fut attribué en partie à l'interdiction de la pêche.
Toujours en 1994, le Secrétaire à l'Intérieur des États-Unis Bruce Babbitt proposa d'abord la suppression de plusieurs barrages de la région Nord-Ouest Pacifique en raison de leur impact sur les saumons. Le Northwest Power Planning Council a approuvé un plan pour fournir plus d'eau pour les poissons et moins d'énergie électrique, d'irrigation et de transport. Les défenseurs de l'environnement ont appelé à la suppression de certains barrages dans le bassin versant du Columbia dans les années qui ont suivi. Sur les 227 grands barrages dans le bassin versant du fleuve Columbia, les quatre barrages de Washington sur la rivière Snake inférieure sont souvent identifiés comme prioritaires dans la suppression, notamment dans un procès en cours concernant un plan de l'administration Bush pour le rétablissement des populations de saumons. Les barrages et les retenues d'eau limitent actuellement la reprise de saumons en amont des rivières Salmon et Clearwater situées dans l'Idaho. Historiquement, la Snake produisait plus de 1,5 million de saumons royaux au printemps et en été, un nombre qui a chuté à plusieurs milliers ces dernières années. Les barrages du Hells Canyon de l'Idaho Power Company n'ont pas d'échelles à poissons, et ne laissent donc pas les poissons migrer au-dessus de celui-ci. En 2007, la destruction du barrage Marmot sur la rivière Sandy a été la première suppression d'un barrage dans ce système fluvial. Le barrage de Milltown sur la Clark Fork a également été supprimé.
La région Nord-Ouest Pacifique est connue en Amérique du Nord pour ses opérations de restauration d'« embâcles utiles », incluant des troncs de bois mort positionnés dans les rivières pour restaurer certains habitats naturels aquatiques. Des programmes lourds de fermes d'incubation de salmonidés ont aussi été développés ainsi que des essais de restauration de conditions d'épanouissement des alevins en tête du bassin versant. En effet, les jeunes saumons naissent normalement dans un milieu où des centaines de milliers de leurs parents sont venus mourir, en profitant de leurs cadavres, y compris dans des zones d'embâcles.

### Pollution

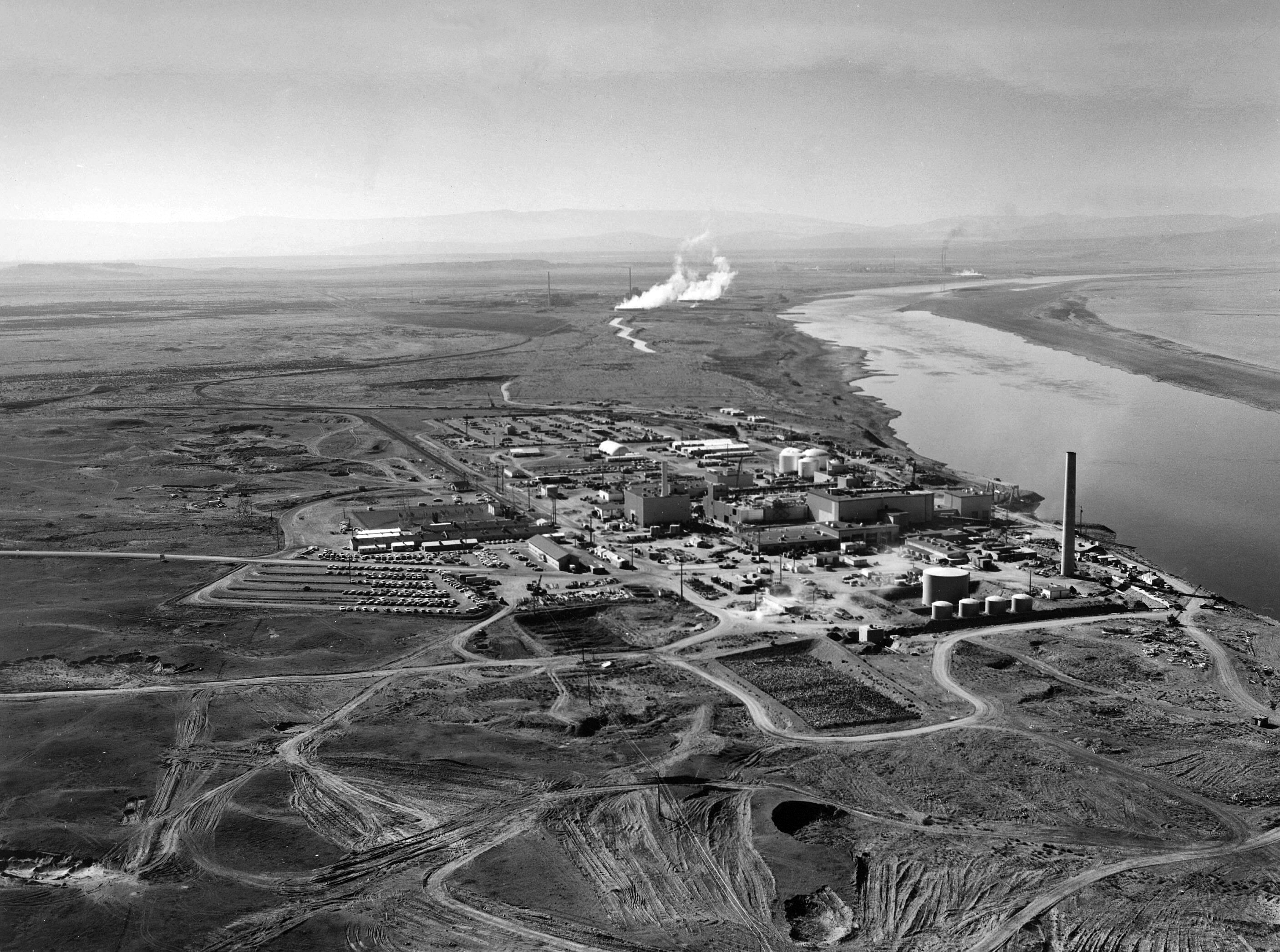
Le laboratoire national de Hanford jouxtant le Columbia.

Dans le sud de l'État de Washington, près de 80 kilomètres du cours du Columbia traversent le site du laboratoire national de Hanford. Créé en 1943 dans le cadre du projet Manhattan, le site a servi de complexe de production de plutonium, avec à son apogée neuf réacteurs nucléaires et des installations connexes situées sur les rives du fleuve, sur une superficie totale d'environ 943 kilomètres carrés. De 1944 à 1971, les systèmes de refroidissement pompaient l'eau du Columbia et la rejetaient dans le fleuve après traitement. Avant d'être ainsi rejetée, l'eau utilisée était stockée dans de grands bassins de rétention pour une durée pouvant aller jusqu'à six heures. Cette rétention n'affectait cependant pas la radioactivité de cette eau qui entrait par la suite dans le fleuve. En 1957, les huit réacteurs de production de plutonium de Hanford rejetaient une moyenne journalière de 50 000 curies de matières radioactives dans le fleuve. Ces rejets ont été tenus secrets par le gouvernement fédéral jusqu'à la publication de documents déclassifiés à la fin des années 1980. La radioactivité de ces rejets a été mesurée en aval jusqu'aux côtes de Washington et d'Oregon.
Les réacteurs nucléaires ont été mis hors service à la fin de la guerre froide, et le site de Hanford est maintenant au cœur d'une importante campagne de dépollution, géré par le département de l'Énergie des États-Unis sous la supervision du département de l'Écologie de l'État de Washington et de l'Agence de protection de l'environnement des États-Unis. Les aquifères avoisinant le site contiennent des milliers de mètres cubes d'eau souterraine contaminée par des déchets hautement radioactifs qui se sont échappés des 177 réservoirs de stockage souterrain de Hanford. En 2008, environ 3 785 mètres cubes de déchets hautement radioactifs étaient sur le point d'atteindre le fleuve Columbia à travers les eaux souterraines.

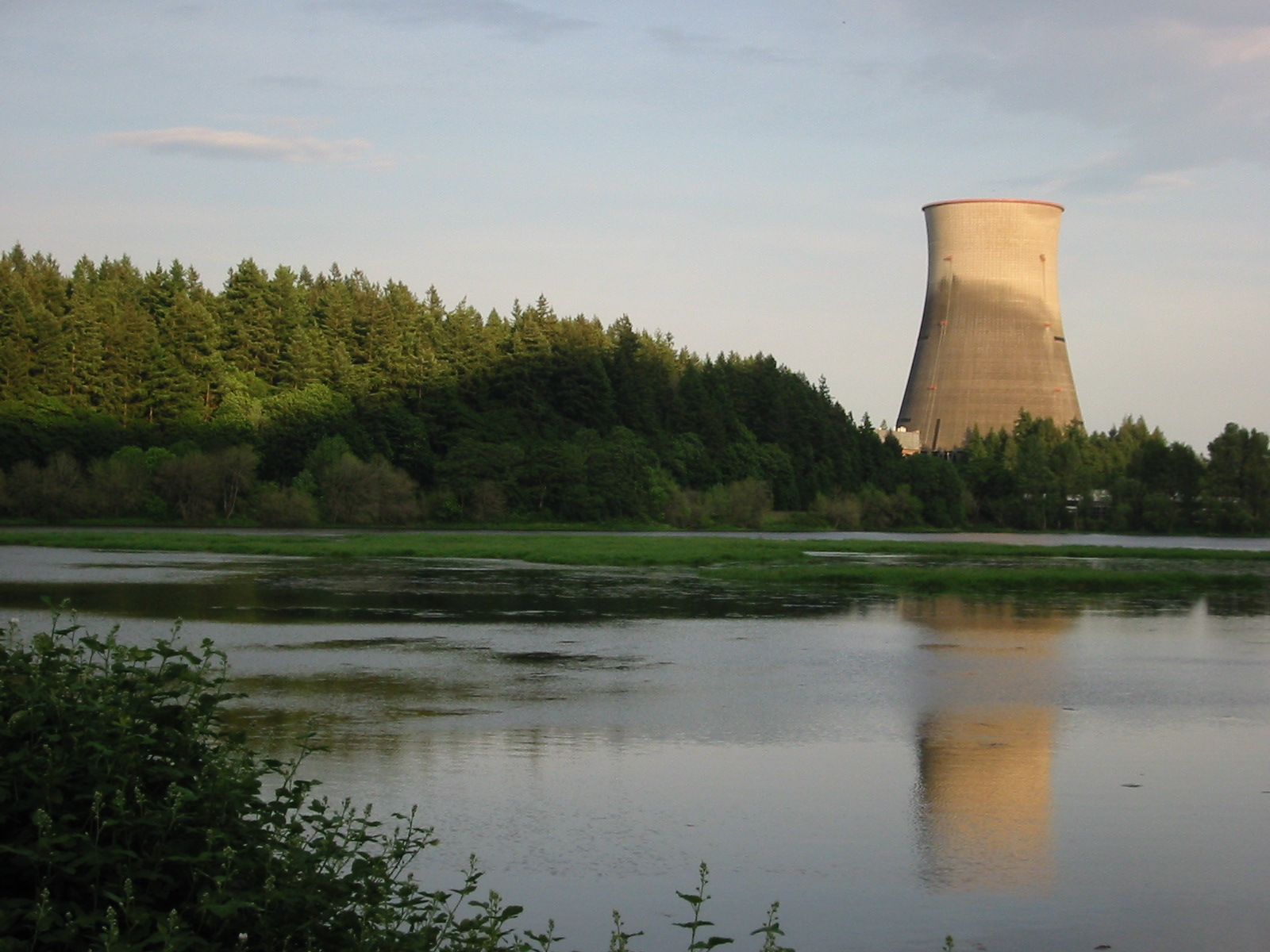
Le Columbia et la tour de refroidissement de la centrale nucléaire Trojan de Rainier avant sa démolition à la fin des années 2000.

En plus des préoccupations au sujet des déchets nucléaires, de nombreux autres polluants se trouvent dans la rivière. Il s'agit notamment de pesticides chimiques, de bactéries, d'arsenic, de dioxines et de polychlorobiphényles.
Des études ont également révélé des niveaux significatifs de toxines dans les poissons et dans leurs habitats dans le bassin. L'accumulation de toxines dans les poissons menace la survie de ces espèces et la consommation humaine de ces poissons peut entraîner des problèmes de santé. La qualité de l'eau est également un facteur important dans la survie des autres espèces sauvages et des plantes qui poussent dans le bassin du Columbia. Les États, les tribus indiennes, et le gouvernement fédéral sont tous engagés dans les efforts visant à restaurer et à améliorer la qualité de l'eau, des terres et de l'air dans le bassin du fleuve et se sont engagés à travailler ensemble afin d'accomplir les efforts de restauration des écosystèmes critiques. Un certain nombre d'efforts de nettoyage sont en cours, y compris des projets « Superfund » au port de Portland, Hanford, et le lac Franklin D. Roosevelt.
La dépollution du site initiée en 1989 est laborieuse avec des échéances plusieurs fois repoussées : estimée complète à 2018, elle devrait avoir plus de vingt ans de retard. Le coût de la dépollution — lui aussi sous-estimé à 4 milliards de dollars en 2000 — a été réévalué à 12,2 milliards de dollars en 2008.
L'activité de l'industrie du bois pollue aussi l'eau des rivières, notamment en augmentant le ruissellement de sédiments dans les eaux du fleuve à la suite des coupes rases. Le plan forestier du Nord-Ouest, une partie de la législation fédérale de 1994, a demandé que les sociétés forestières tiennent compte des impacts environnementaux de leurs pratiques sur les fleuves dont le Columbia.
Le Hanford Reach National Monument, un monument national américain, a été créé en 2000 à partir de la zone tampon entourant le laboratoire national de Hanford. La région est épargnée par le développement ou l'agriculture depuis 1943.
Le 1er juillet 2003, un résident de Portland nommé Christopher Swain, est devenu la première personne à nager sur toute la longueur du fleuve Columbia, afin de sensibiliser le public sur la santé environnementale du cours d'eau.

## Voir aussi

Panorama sur une partie l'Interstate 90, près de Vantage avec en arrière-plan le pont de Vantage qui passe au-dessus du Columbia.

#### Généraliste
- (en) Robert C. Carriker, Great River of the West: Essays on the Columbia River, Seattle, University of Washington Press, 1er décembre 1999, 181 p. (ISBN 978-0295977775).
- (en) Tom Lashnits, The Columbia River, Chelsea House Publishers, coll. « Rivers in American Life & Times », 15 mars 2004, 120 p. (ISBN 978-0791077283).
- (en) Derek Hayes, Historical Atlas of the Pacific Northwest: Maps of Exploration and Discovery, Sasquatch Books, 1999 (réimpr. 2002), 208 p. (ISBN 978-1570612152).
- (en) Blaine Harden, A River Lost: The Life and Death of the Columbia, W. W. Norton & Company, 1996 (réimpr. 1997), 272 p. (ISBN 978-0393316902).

#### Histoire, exploration et culture amérindienne
- (en) Eugene S. Hunn, Nch’I-Wána, the Big River: Mid-Columbia Indians and Their Land, Seattle, University of Washington Press, octobre 1991, 384 p. (ISBN 978-0295971193).
- (en) Andrew H. Fisher, Shadow Tribe: The Making of Columbia River Indian Identity, Seattle, University of Washington Press, coll. « Sick Lecture », 25 juillet 2010, 320 p. (ISBN 978-0295990200).
- (en) William S. Dietrich, Northwest Passage: The Great Columbia River, Seattle, University of Washington Press, 15 juin 1996, 448 p. (ISBN 978-0295975467).
- (en) Roberta Ulrich, Empty Nets: Indians, Dams, and the Columbia River, Oregon State University Press, coll. « Culture and Environment in the Pacific West », 1er avril 2007, 256 p. (ISBN 978-0870711886).
- (en) Katrine Barber, Death of Celilo Falls, Seattle, University of Washington Press, 30 novembre 2005, 258 p. (ISBN 978-0295985466).
- (en) Ella E. Clark et Robert Bruce Inverarity, Indian Legends of the Pacific Northwest, University of California Press, 2003, 225 p. (ISBN 978-0520239265).
- (en) Robert Boyd, People of The Dalles: The Indians of Wascopam Mission, University of Nebraska Press, 1996 (réimpr. 2004), 414 p. (ISBN 978-0803262324).
- (en) Edward L. Affleck, A Century of Paddlewheelers in the Pacific Northwest, the Yukon, and Alaska, Vancouver, Alexander Nicholls Press, 2000 (ISBN 978-0920034088).
- (en) Richard Somerset Mackie, Trading Beyond the Mountains: The British Fur Trade on the Pacific 1793–1843, University of British Columbia Press, 1997, 368 p. (ISBN 0-7748-0613-3).
- (en) Harvey Whitefield Scott et Leslie M. Scott, History of the Oregon country, Cambridge, Riverside Press, 1924 (OCLC 6608313).

#### Pêche, écologie et barrages
- (en) Richard N. Williams (dir.), Return to the River: Restoring Salmon Back to the Columbia River, Academic Press Inc, 21 novembre 2005, 720 p. (ISBN 978-0120884148).
- (en) Arthur C. Benke et Colbert E. Cushing, Rivers of North America : The Natural History, Academic Press Inc, 29 juin 2005, 1168 p. (ISBN 978-0120882533).
- (en) Paul C. Pitzer, Grand Coulee: Harnessing a Dream, Washington State University, octobre 1994, 552 p. (ISBN 978-0874221107).
- (en) Anthony Netboy, The Columbia River Salmon and Steelhead Trout: Their Fight for Survival, Seattle, University of Washington Press, février 1981, 192 p. (ISBN 978-0295957685).
- (en) United States National Research Council, Managing the Columbia River: instream flows, water withdrawals, and salmon survival, National Academies Press, 2004, 246 p. (ISBN 978-0309091558).

#### Géologie et géographie
- (en) Ellen Morris Bishop, In Search of Ancient Oregon: A Geological and Natural History, Timber Press, 9 août 2003, 288 p. (ISBN 978-0881925906).
- (en) Peter L. Stelling, David Samuel Tucker, Floods, Faults, and Fire: Geological Field Trips in Washington State and Southwest British Columbia, Geological Society of America, coll. « Field guide Volume 9 », 2007, 255 p. (ISBN 978-0813700090).
- (en) D. W. Meinig, The Great Columbia Plain: A Historical Geography, 1805-1910, Seattle, University of Washington Press, octobre 1995, 576 p. (ISBN 978-0295974859).
- (en) Cheri Dohnal, Columbia River Gorge: National Treasure on the Old Oregon Trail, Arcadia Publishing, coll. « The Making of America Series », 2003, 160 p. (ISBN 978-0738524320).
- (en) Ted Mueller, Fire, Faults, and Floods: A Road and Trail Guide Exploring the Origins of the Columbia River Basin, University of Idaho Press, 1997 (ISBN 978-0893012069).